# 彩明商場

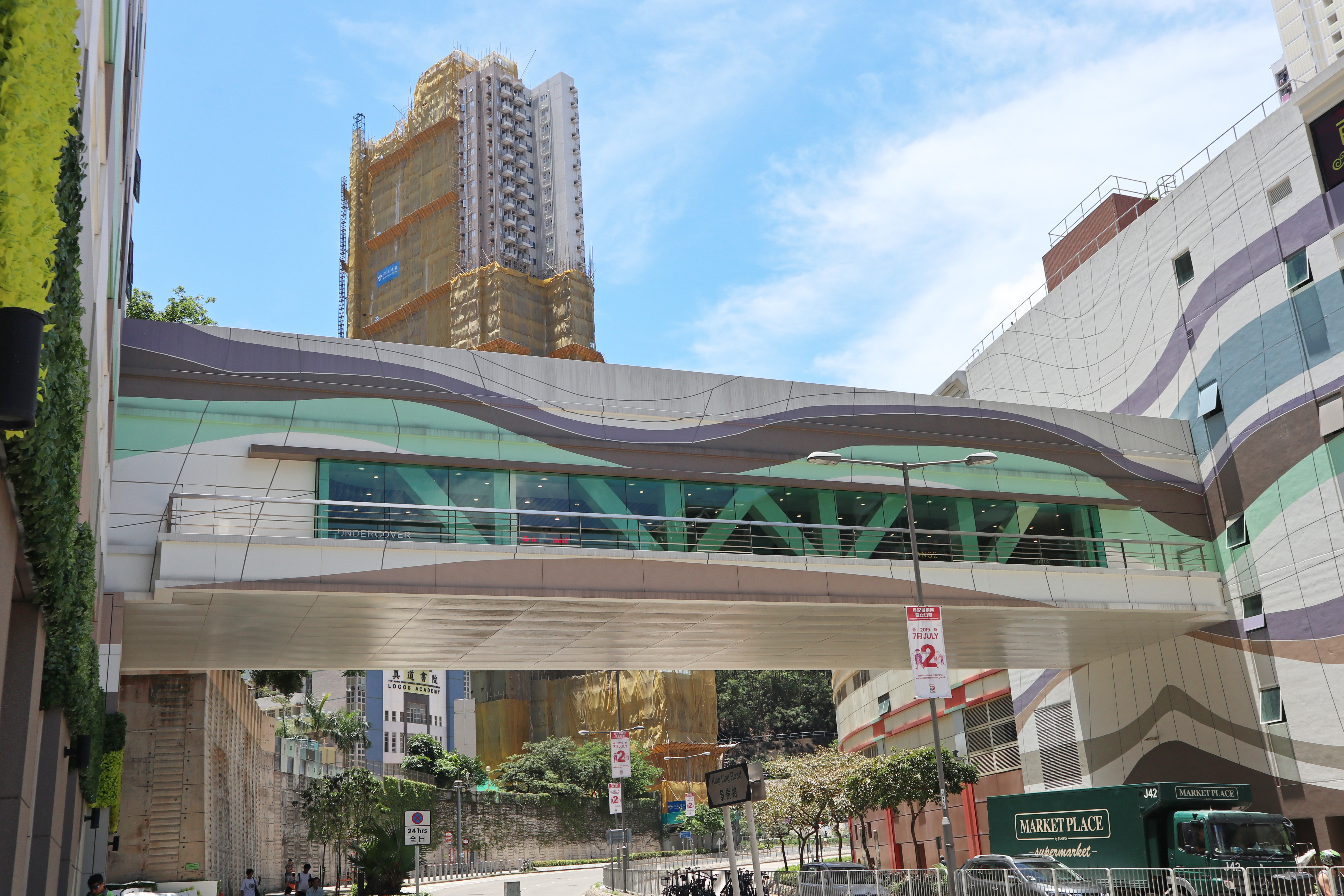
連接彩明商場一期及二期的行人天橋，後方為資助房屋項目計劃翠嶺峰

彩明商場（英語：Choi Ming Shopping Centre）是一座位於香港新界調景嶺彩明街1號的大型商場，建於彩明苑與健明邨之間。
彩明商場為將軍澳第74區（彩明苑）第1期建築。商場分為兩期，總面積達93,804平方呎，並設有86間商舖。第一期於2001年中落成並開幕；第二期（又稱擴展部份，下稱第二期）於2003年7月落成並開幕；現時由領展持有。
彩明商場毗鄰港鐵調景嶺站，亦是調景嶺主要商場之一，主要顧客為彩明苑、健明邨、善明邨、都會駅及城中駅的中產及高收入人士 ，鄰近學校師生， 東九龍及西貢區居民及鄰近上班人士 。
商場曾經進行兩次「資產提升計劃」的翻新工程（詳見下段）。

## 第一期介紹

### 建築資訊
第一期樓高4層（不包括地庫與天台）、面積達6,000平方米（64,583平方呎），設有各類商舖、乾濕貨街市、停車場及籃球場；此部份隨彩明苑落成而啟用。從高處鳥瞰其外形猶如一把扇；而翻新前的外觀顏色以橙色、米色和綠色為主。
於彩明苑入口設有扶手電梯與天橋連接、讓居民可來往彩明苑及商場一樓街市、二樓商場等部份；而另一條天橋設於二樓、橋上設有數間商店，並連接商場的第二期與健明邨。
二樓（近扶手電梯通往一樓街市）設有中庭、主要用作展覽銷售；商場翻新前，頂部的裝飾天花以天空為主、於三樓牆壁裝上八幅裝飾窗口，並安裝了一支具古典風格的街燈燈柱。但是所有裝飾及海報被領展移除及更換。

### 樓層分布圖
| 樓層名稱    | 用途                                                          |
| 天台（R/F） | 籃球場                                                        |
| 三樓（3/F） | 商舖，食肆                                                    |
| 二樓（2/F） | 商舖，食肆，展銷場地，兩條天橋通往彩明苑、第二期商場→健明邨等 |
| 一樓（1/F） | 乾濕貨街市，落貨區，停車場                                    |
| 地下（G/F） | 商舖，食肆，彩明街出入口                                      |
| 地庫（B/F） | 停車場                                                        |

### 相片集

#### 翻新前

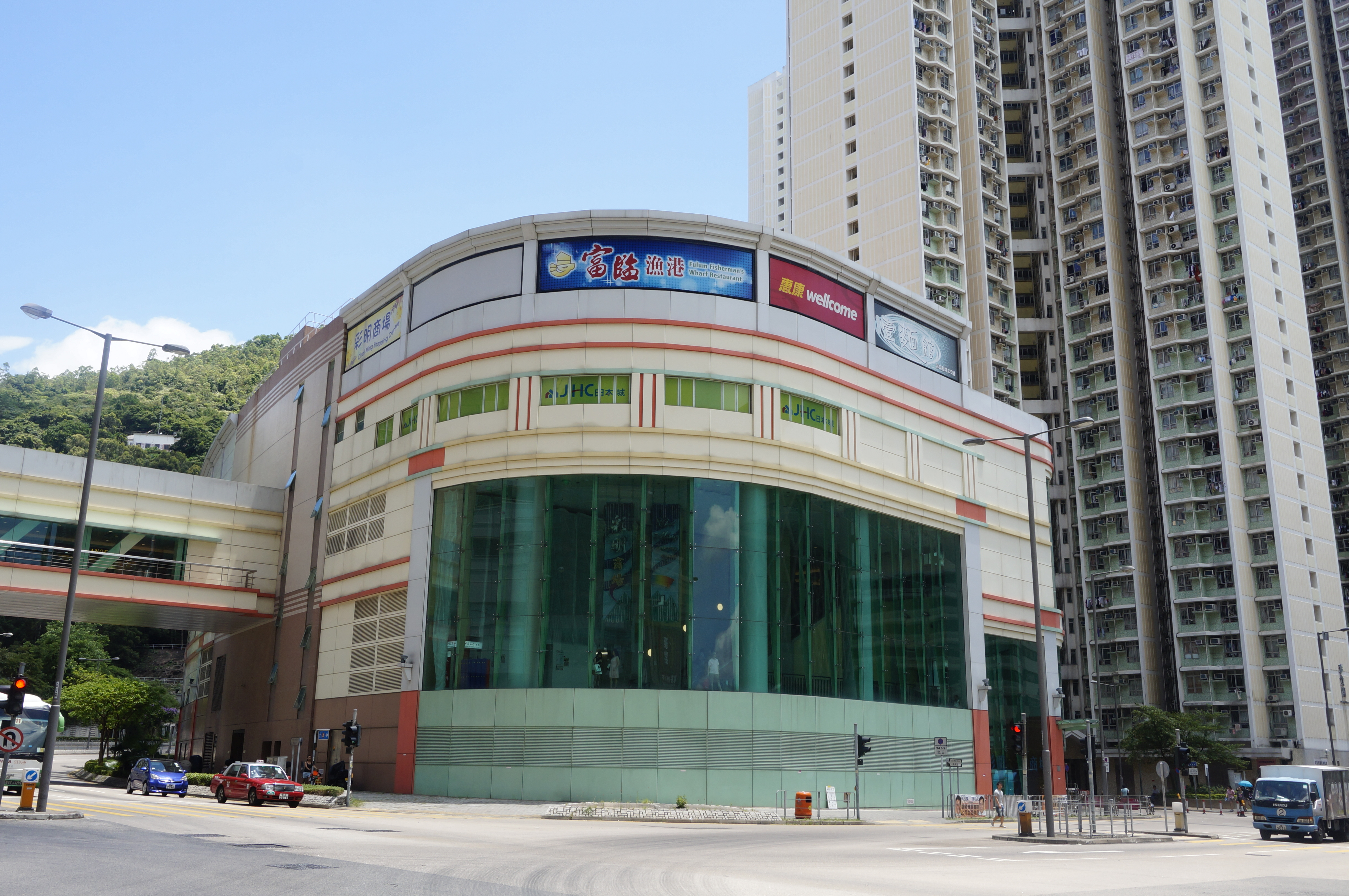
商場一期舊貌（2015年）
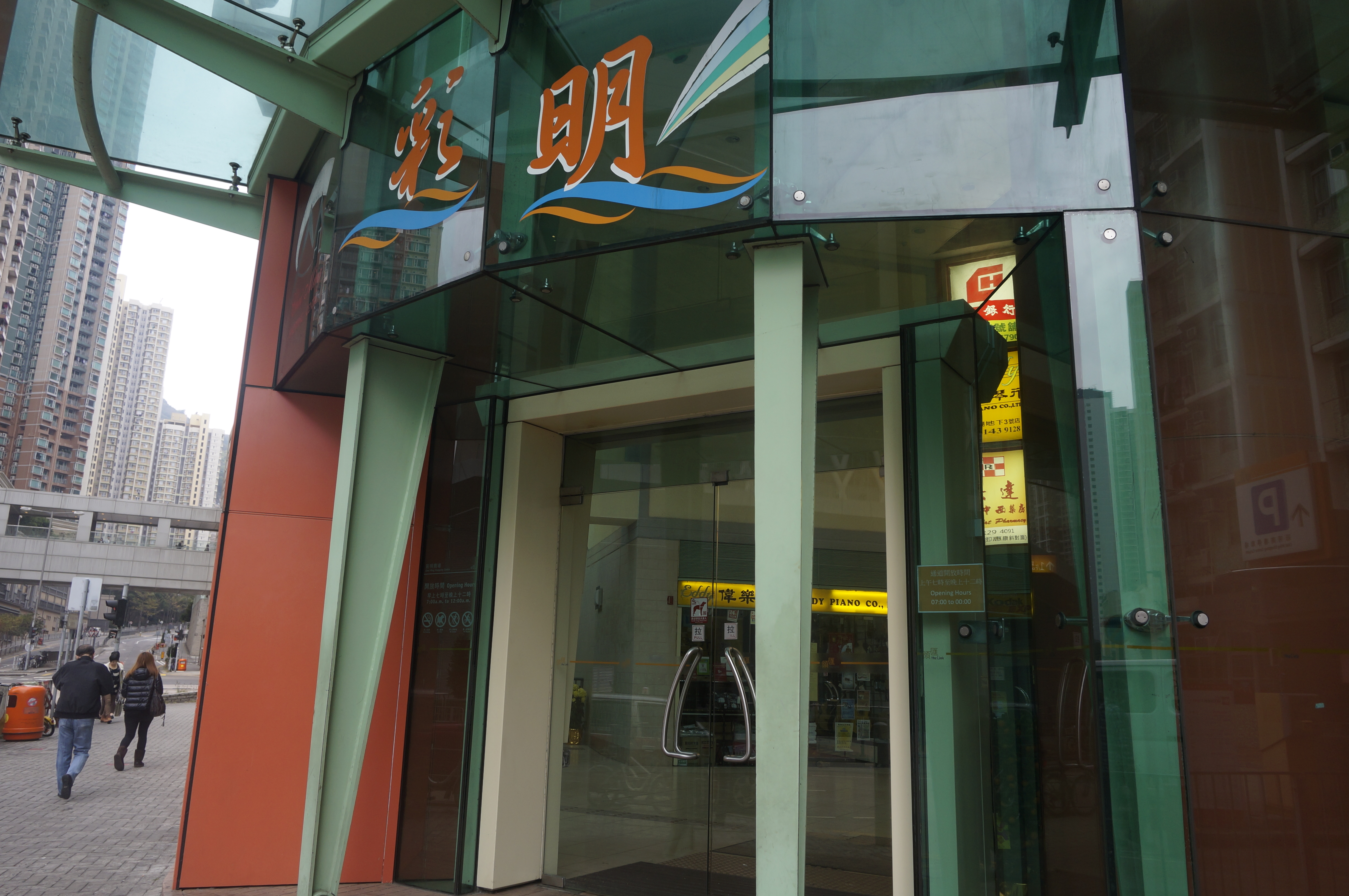
彩明街出入口（2014年）
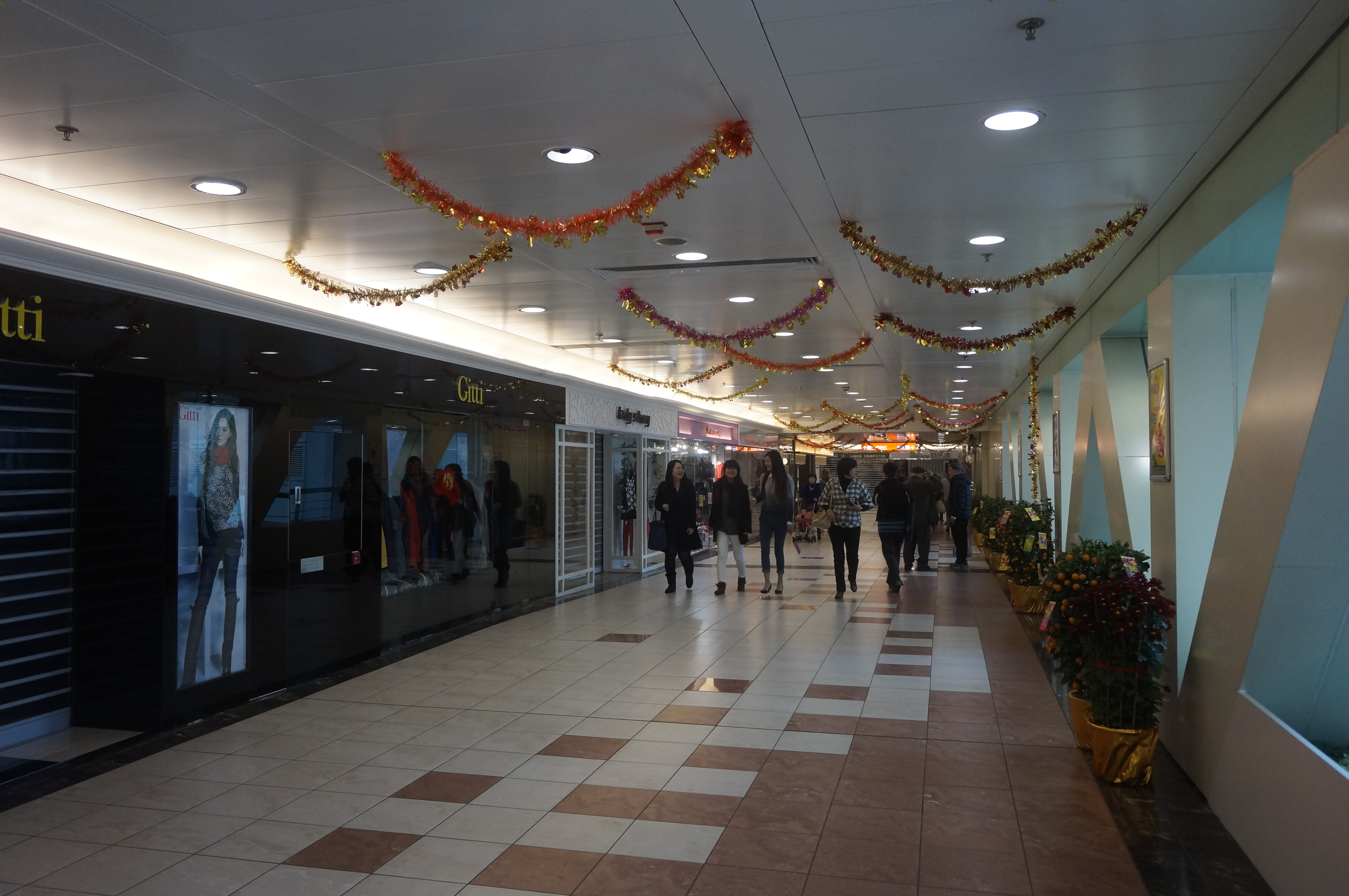
商場通往健明邨與彩明苑之間的行人天橋，橋上有數間商店（2014年）
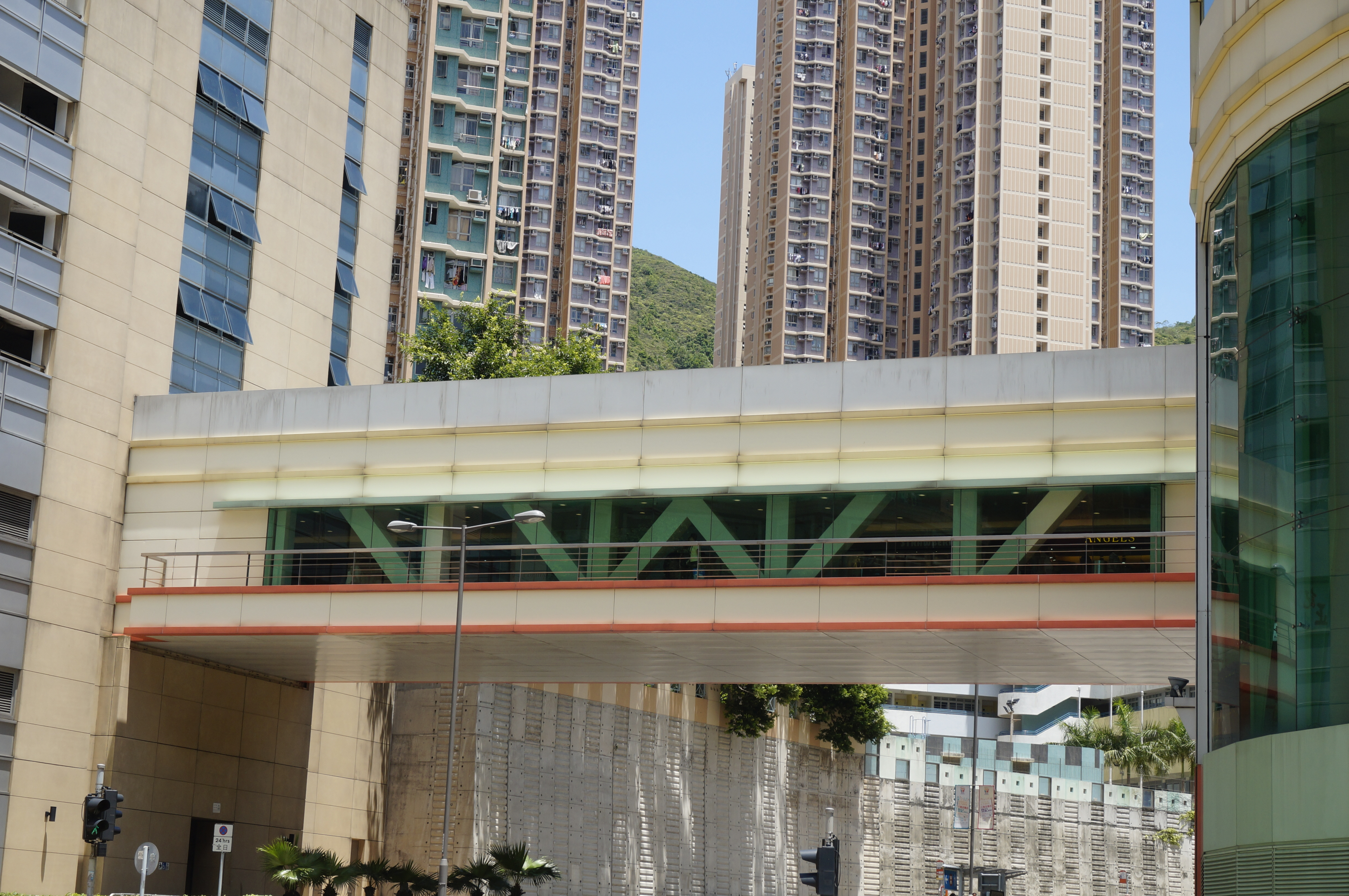
商場通往健明邨與彩明苑之間的行人天橋外觀（2015年）
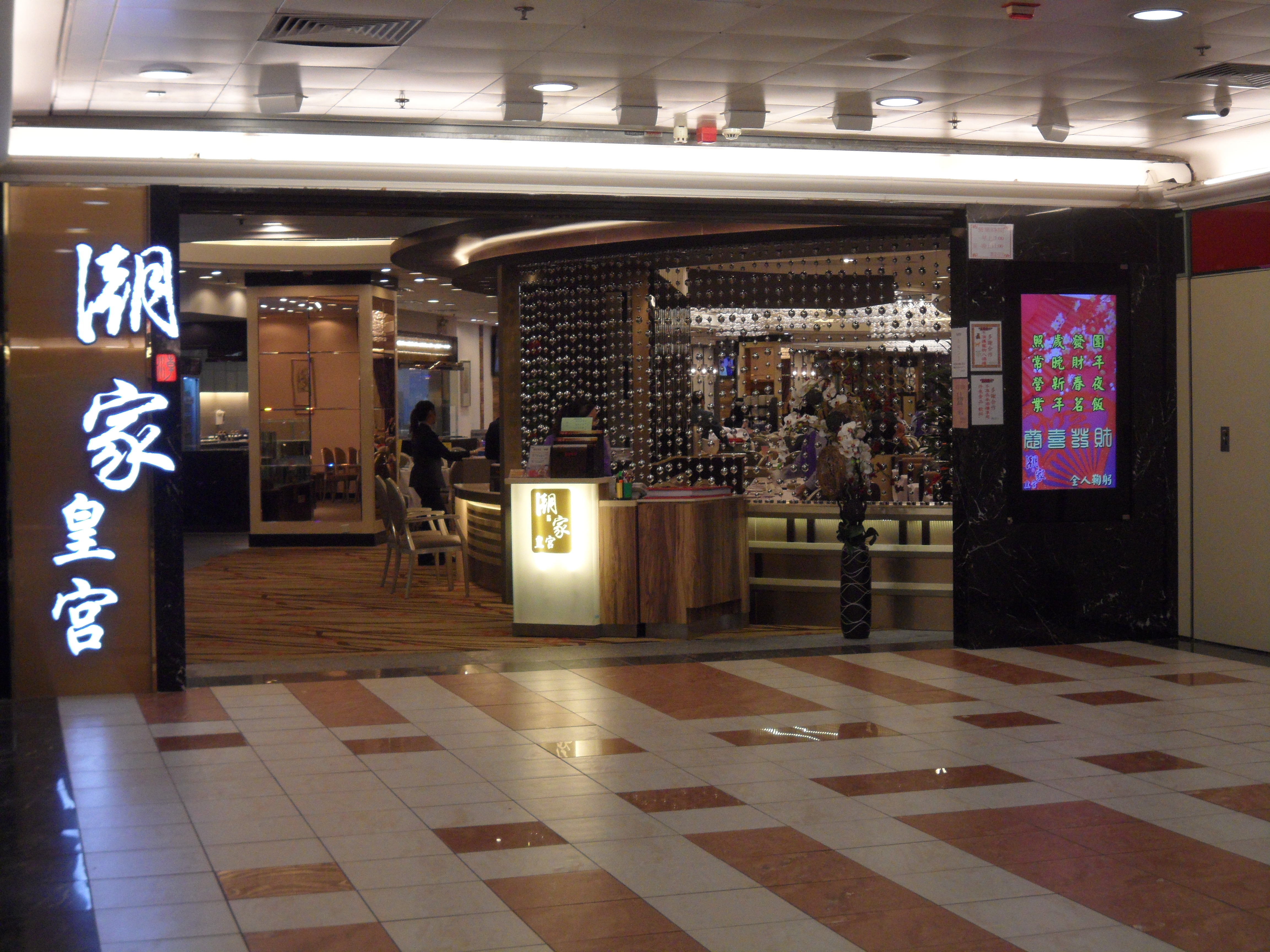
三樓潮家皇宮酒樓（2012年），已於2018年結業，舖位騰空作資產提升工程
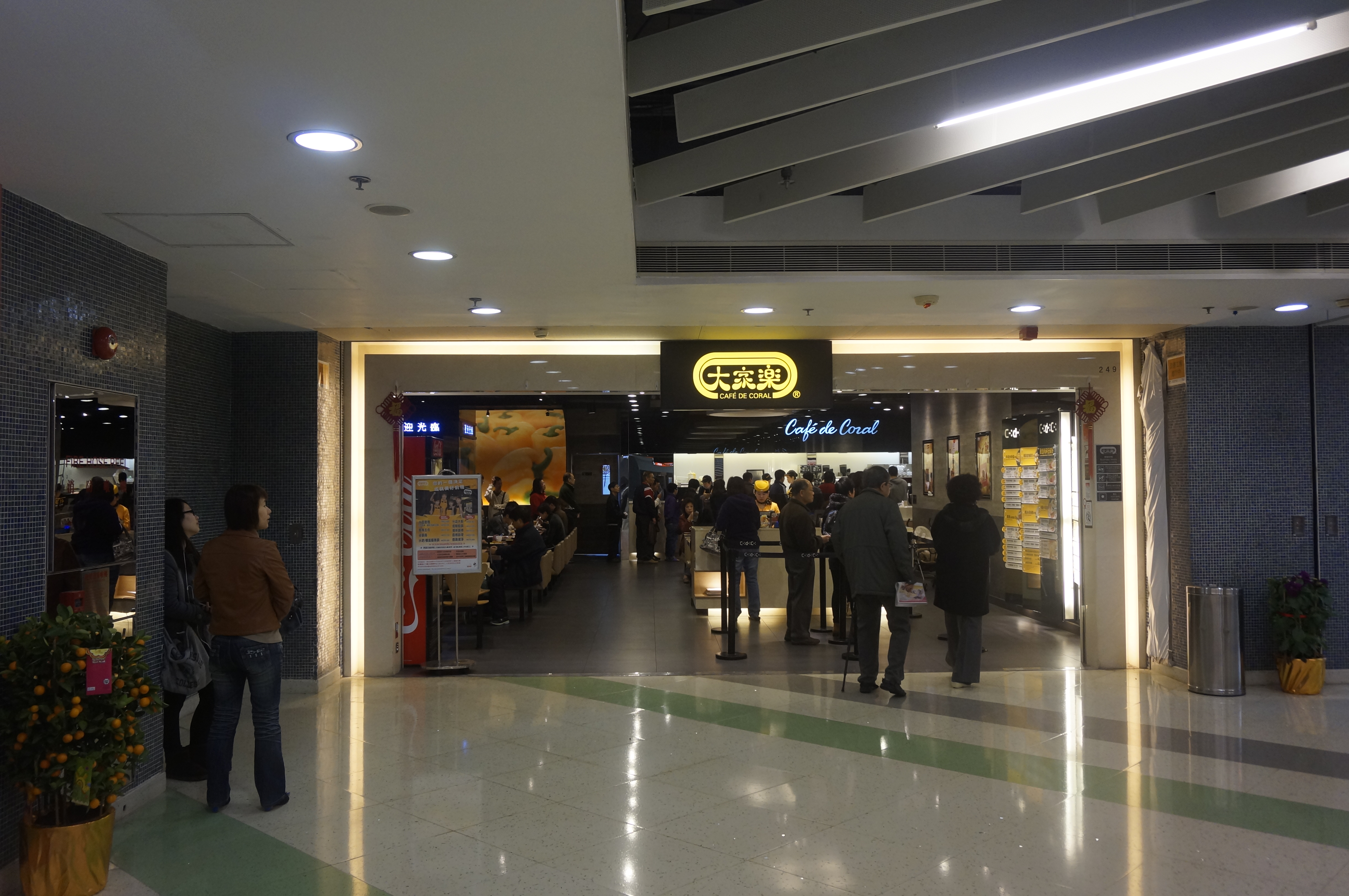
大家樂分店（2014年），原本位於二期、及後於2018年搬遷到一期三樓
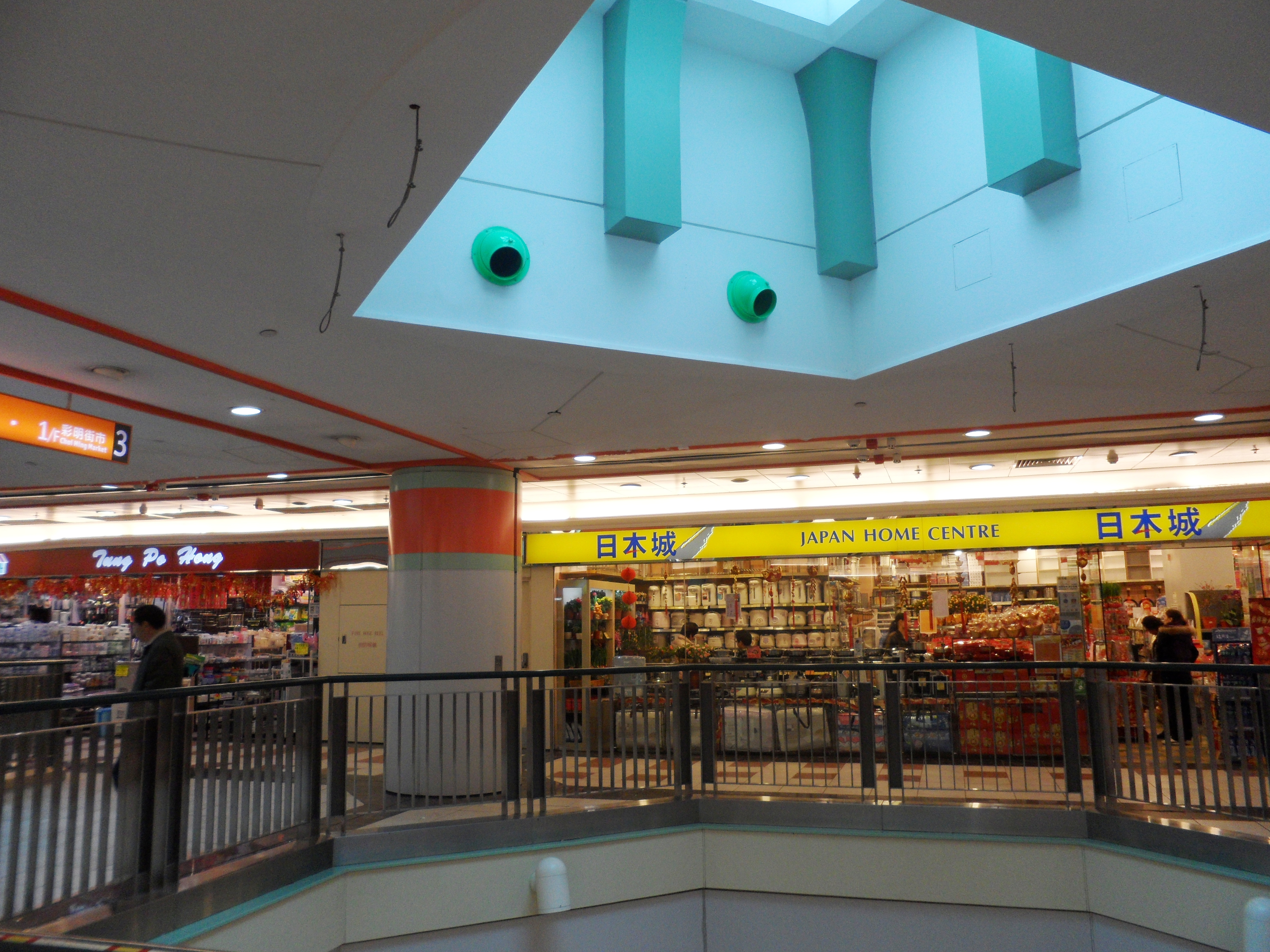
商場三樓商舖－通寶行與日本城（2012年）

#### 第二次翻新後

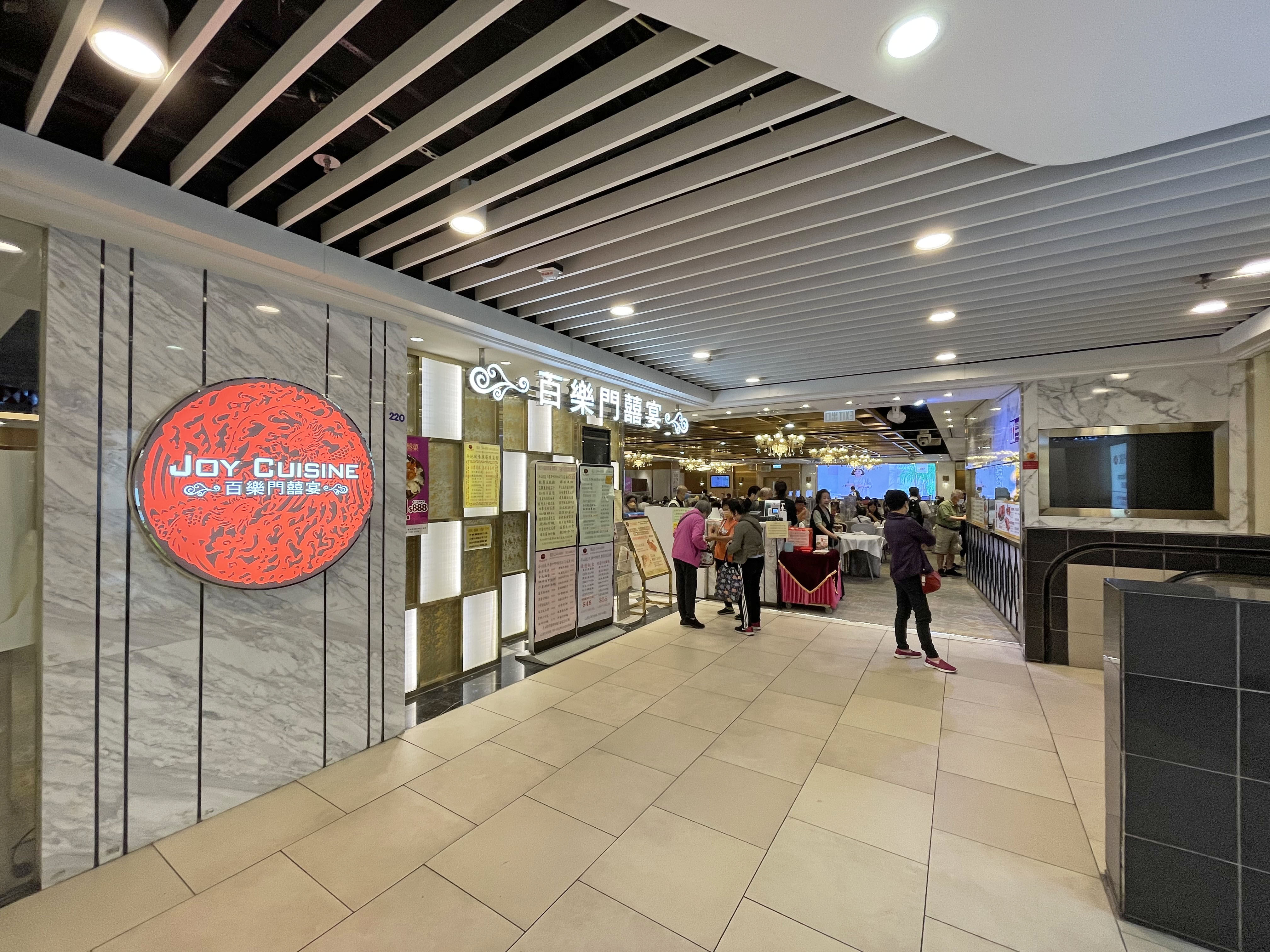
翻新後於二樓「原有惠康超級市場舖位」進駐「百樂門囍宴」酒樓
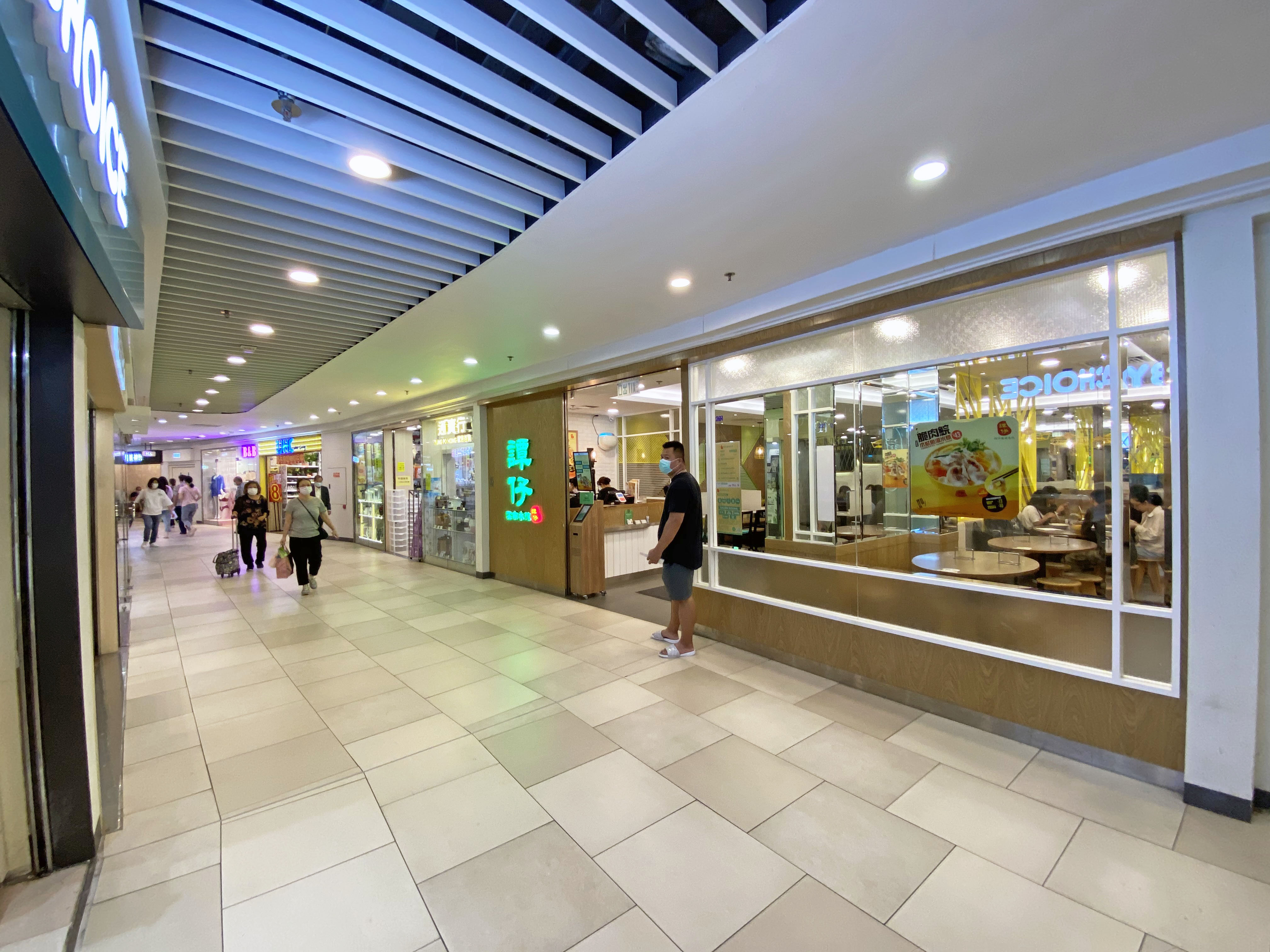
日本城、通寶行、譚仔雲南米線分店
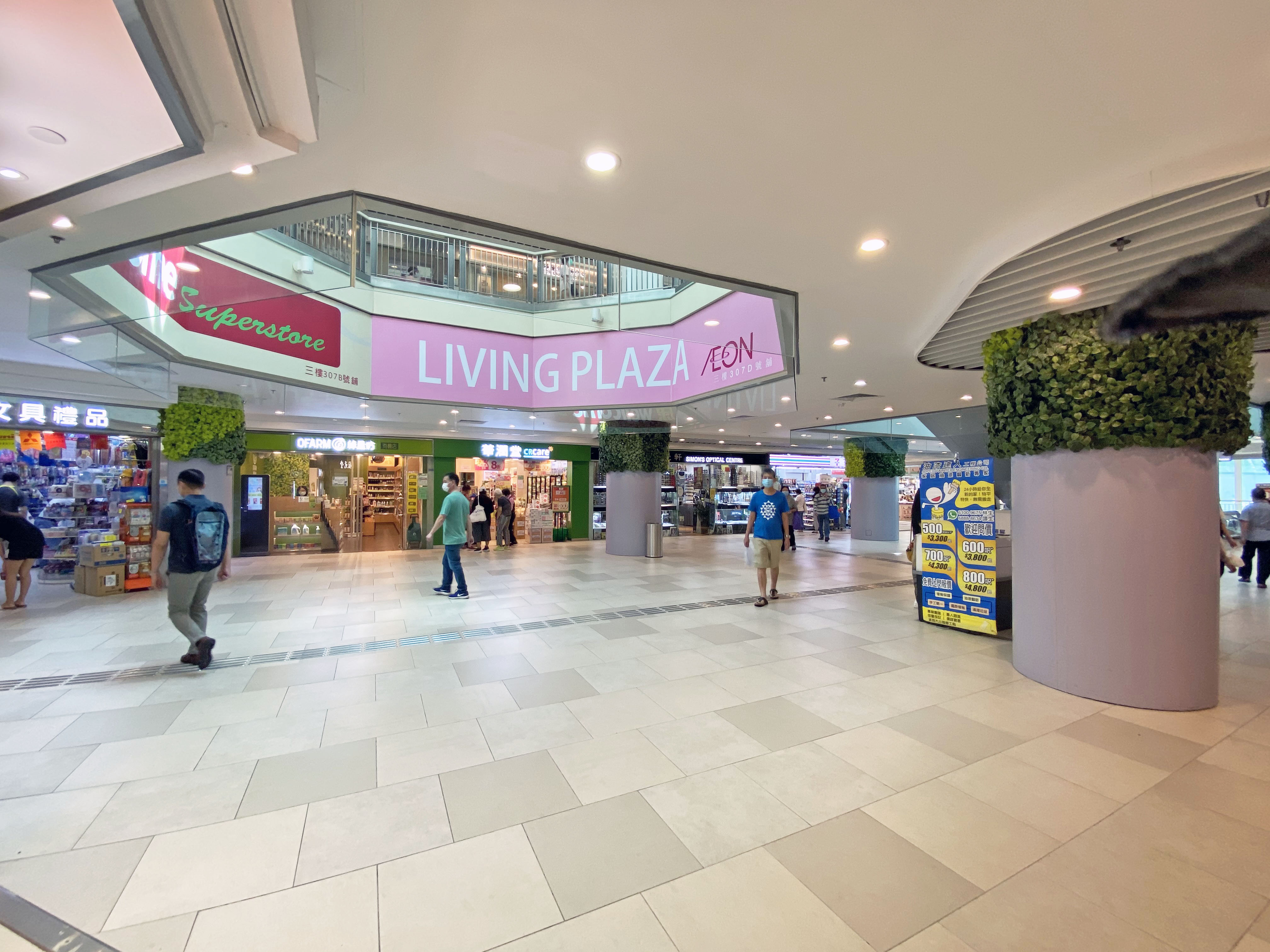
二樓中庭
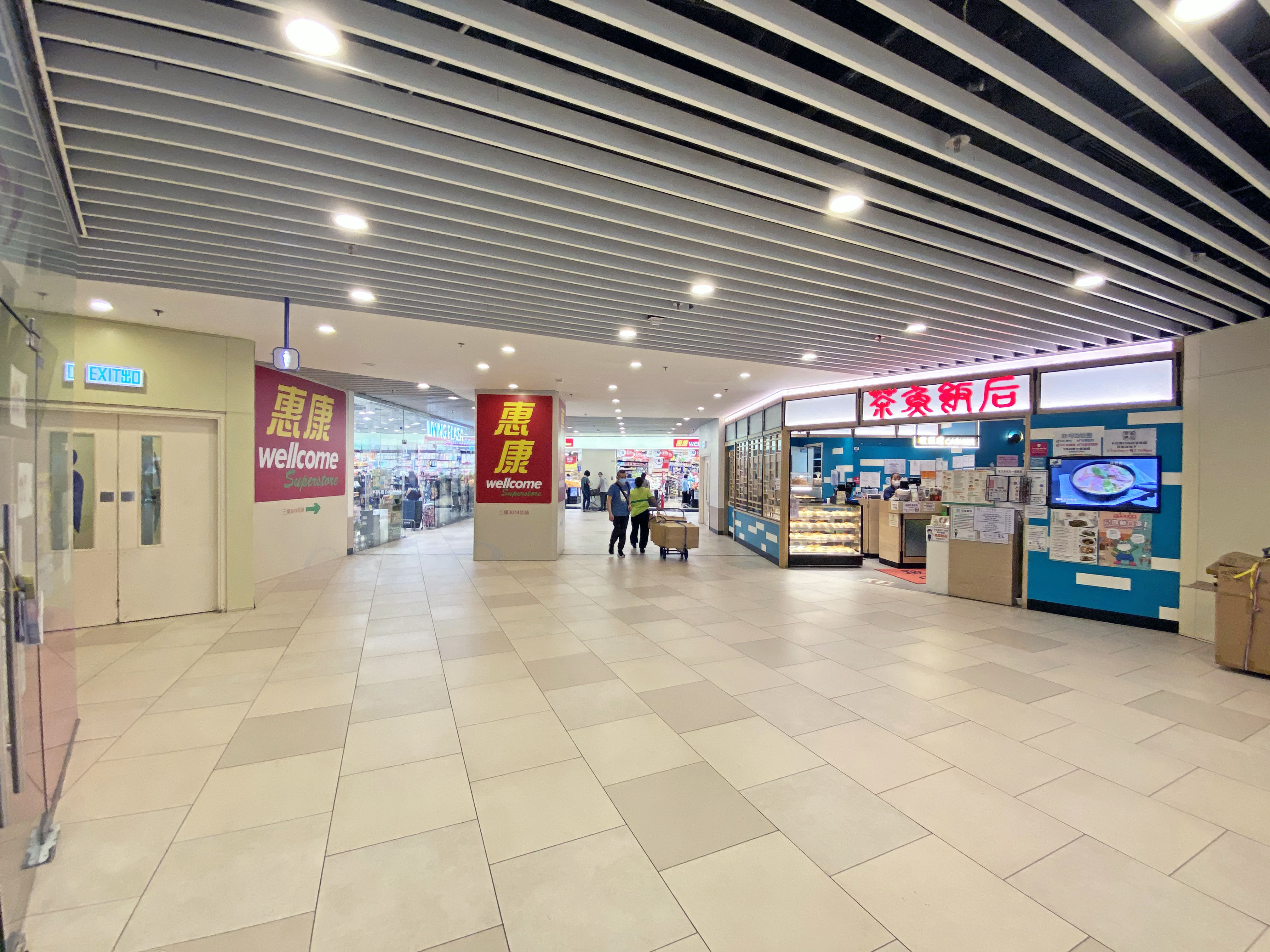
惠康超級市場
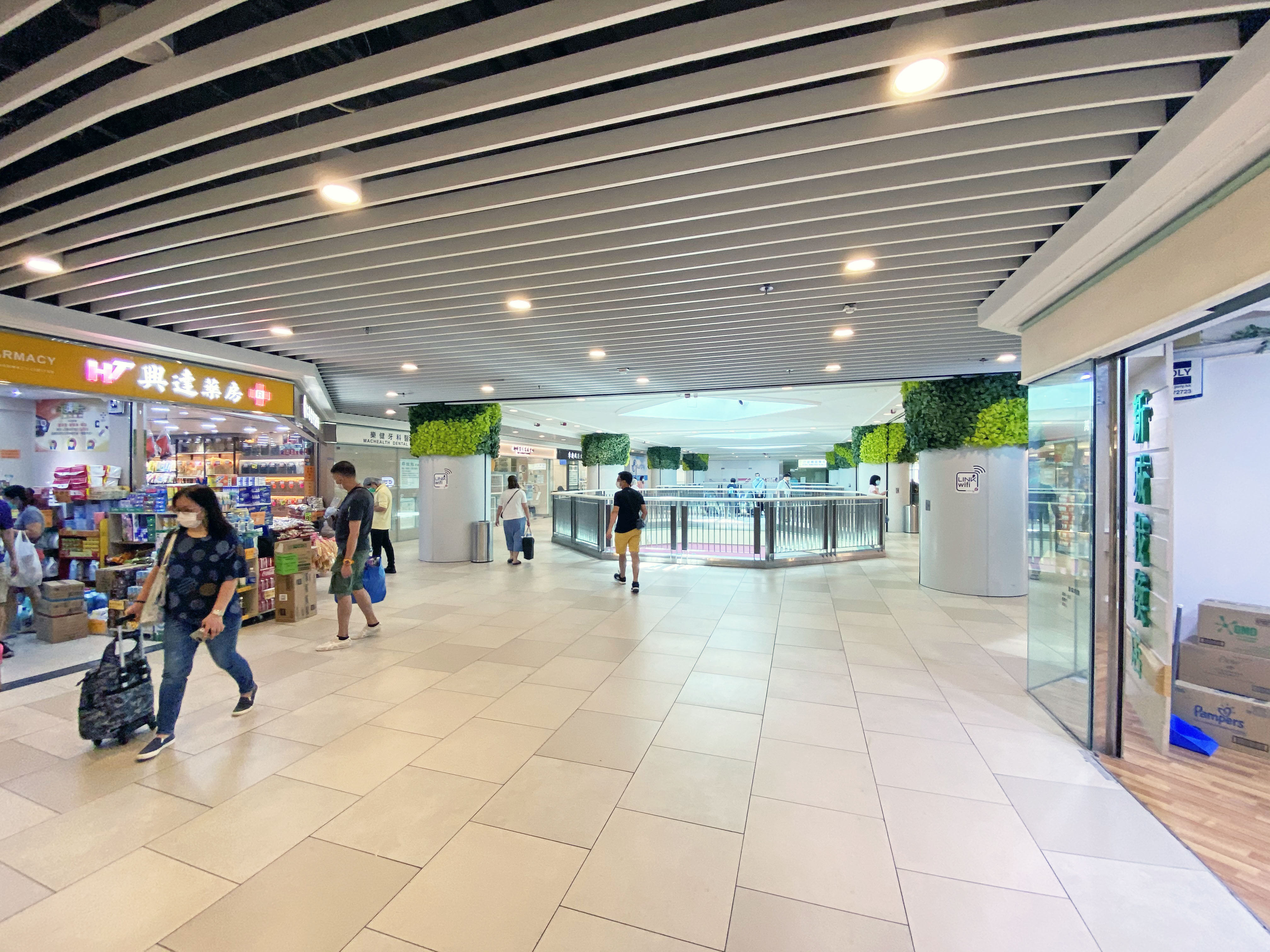
三樓中庭
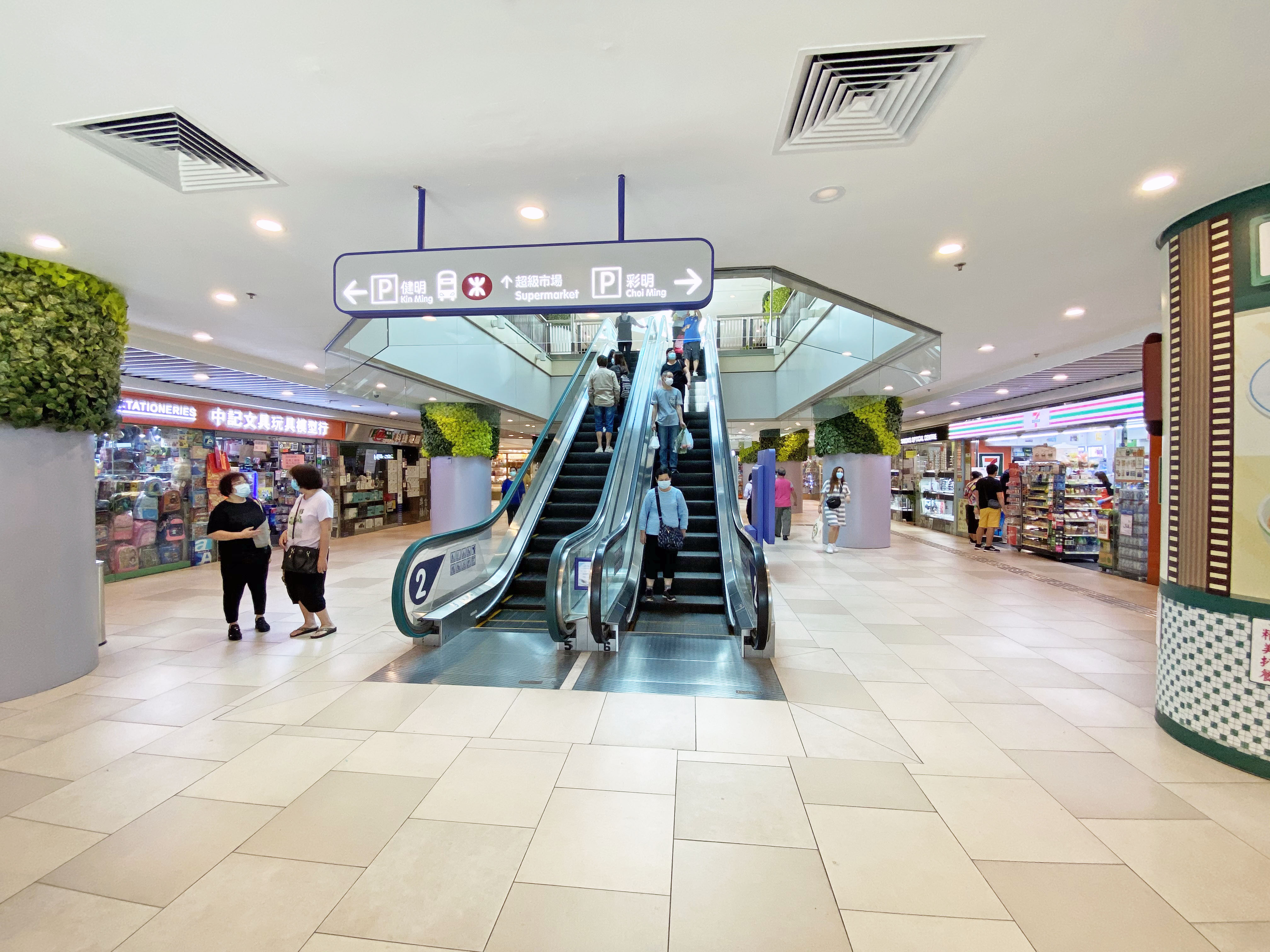
二樓中庭往三樓扶手電梯
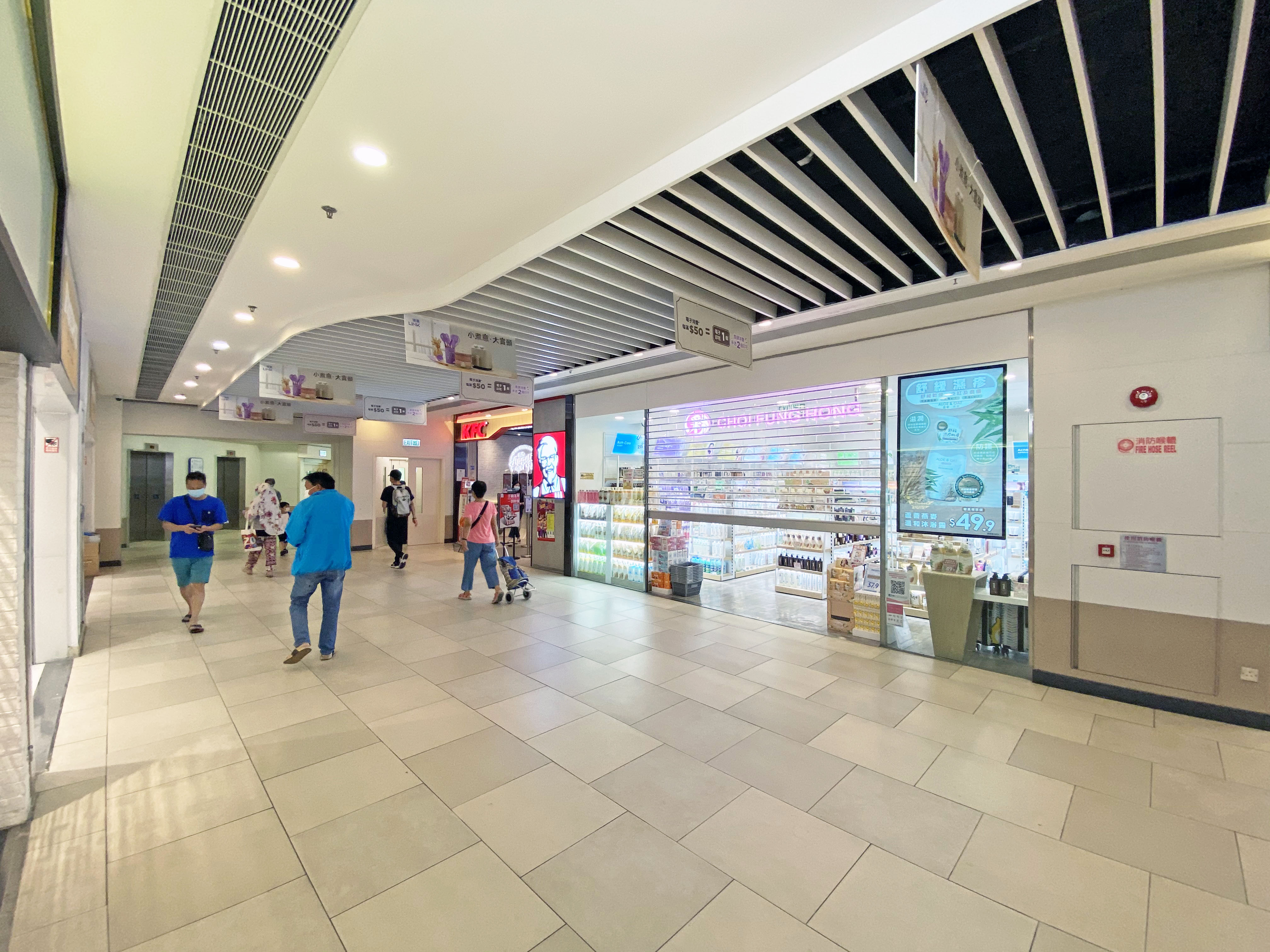
肯德基、彩豐行分店
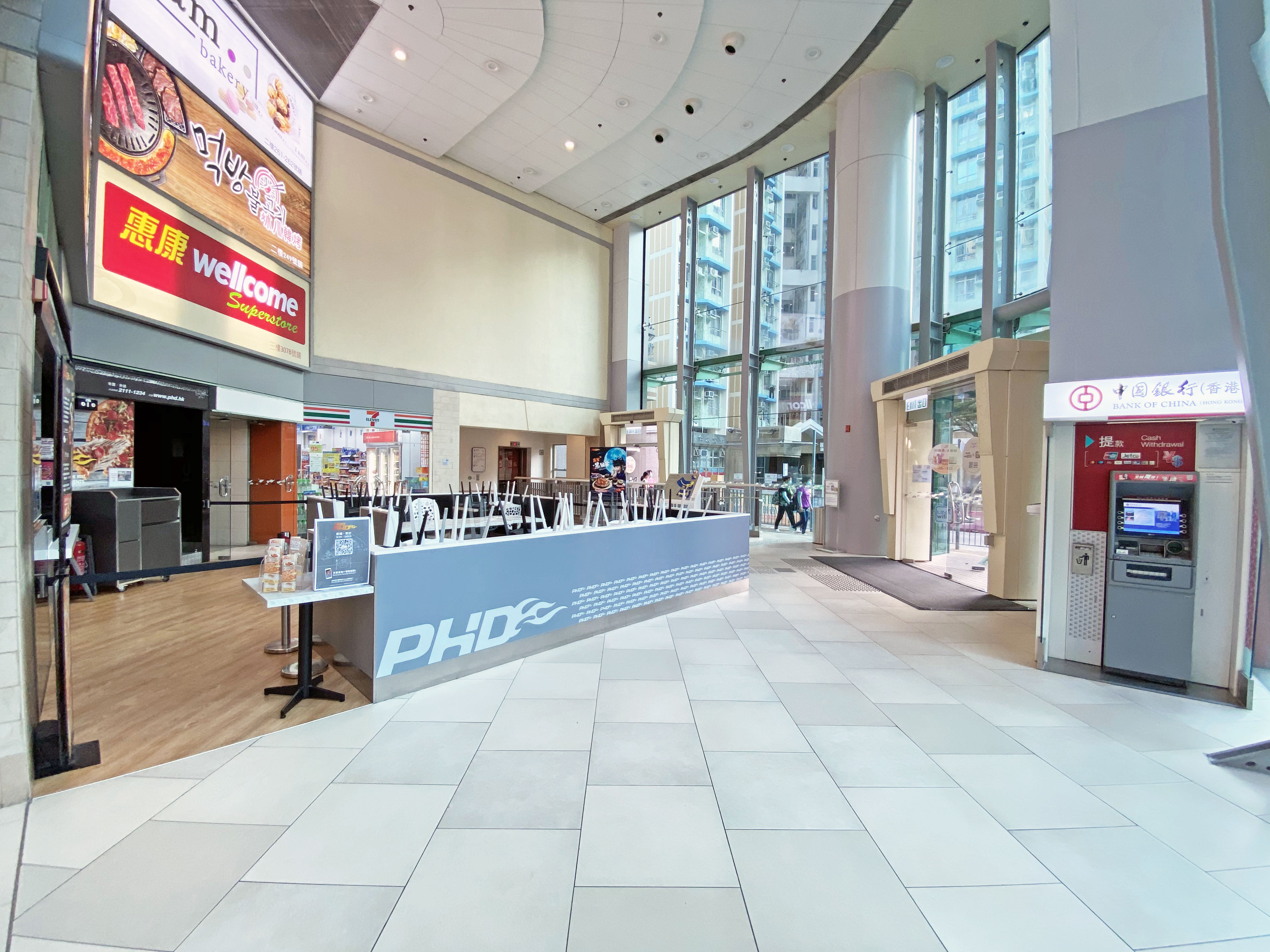
一期地下設有7-11便利店（7-Eleven）與PHD薄餅博士分店
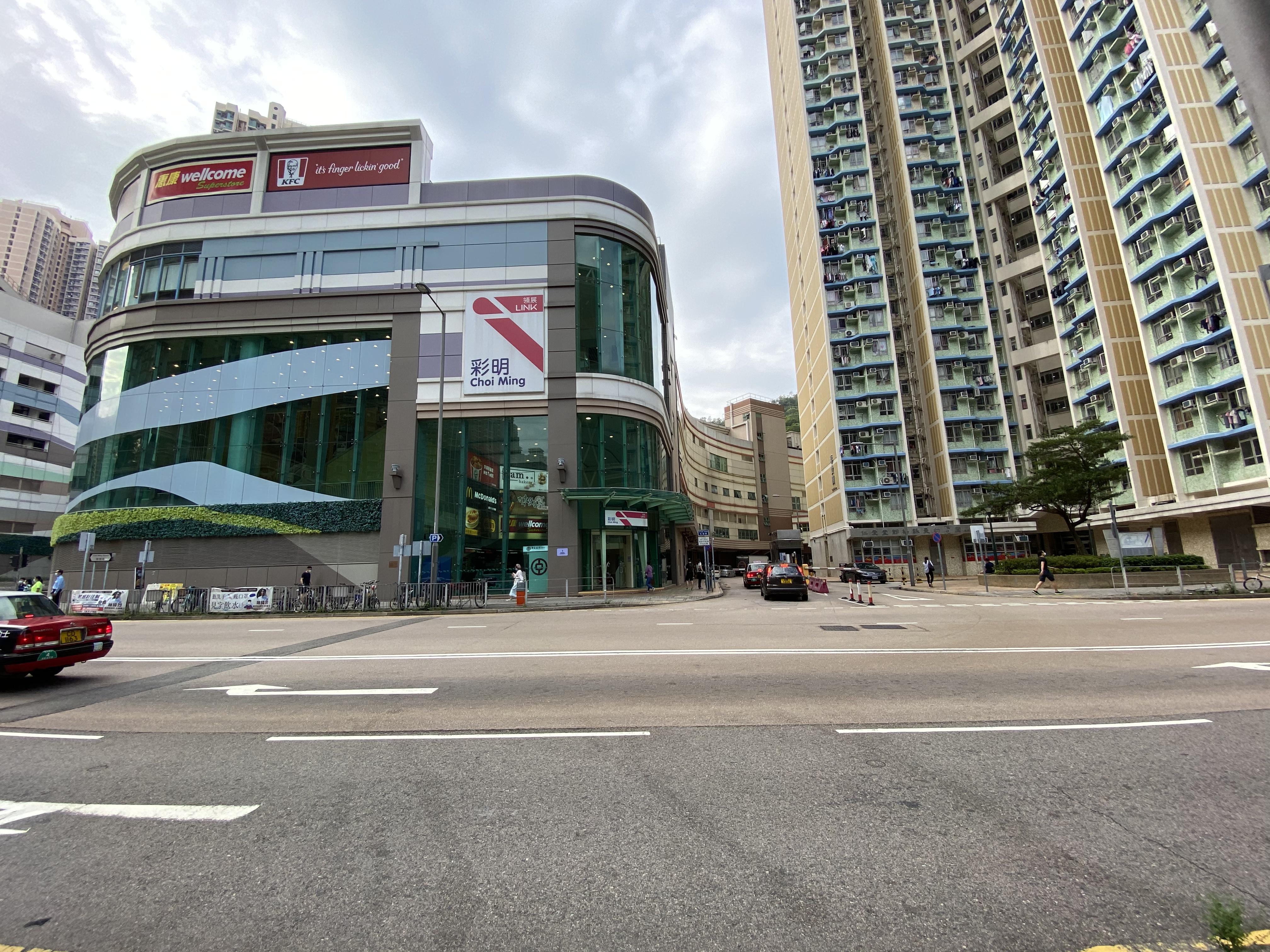
彩明商場一期停車場出入口
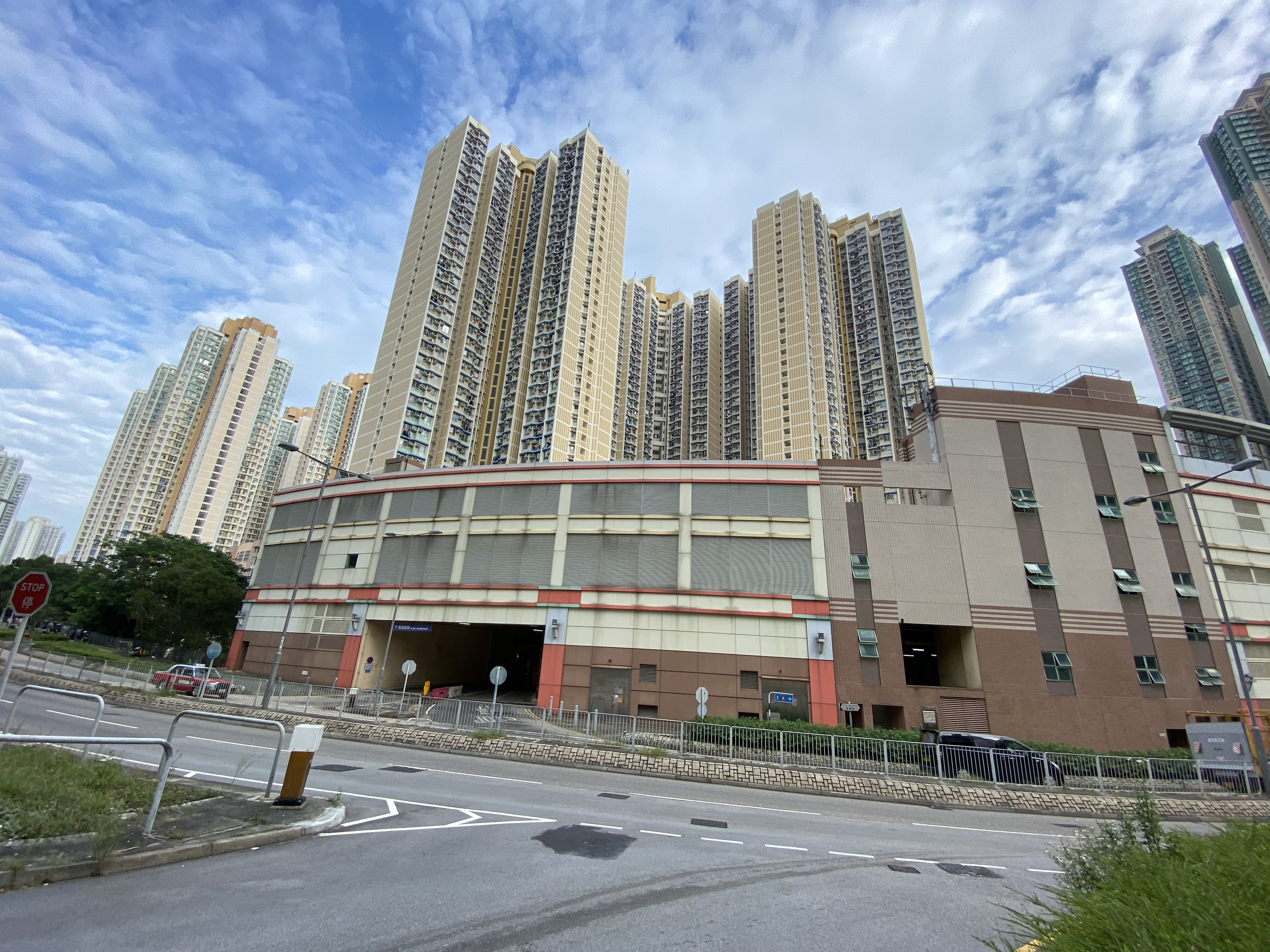
彩明商場一期垃圾站出入口
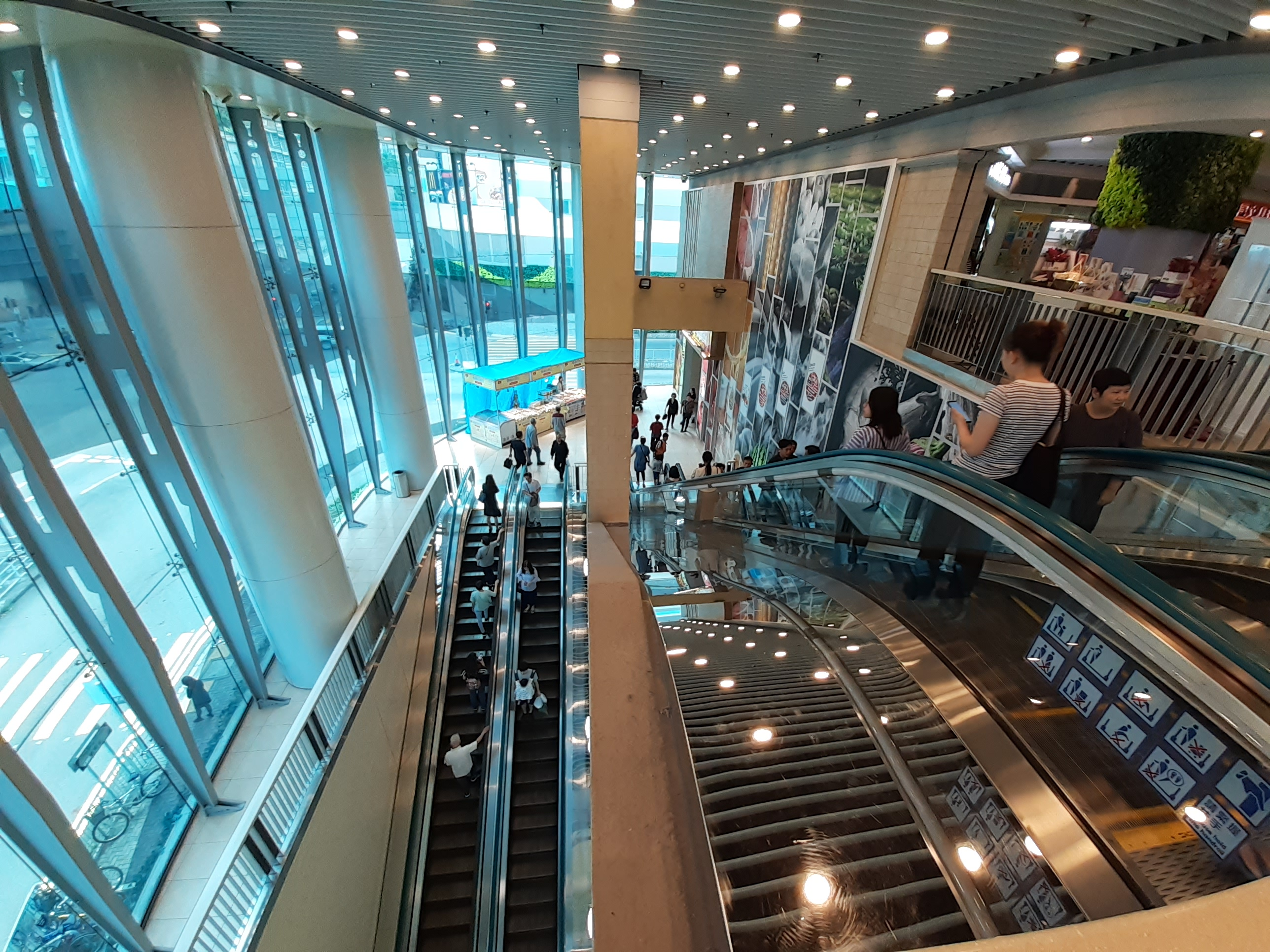
翻新後商場一樓與二樓空間；而扶手電梯旁為關於「食物」的牆紙、均是街市翻新後一併新增
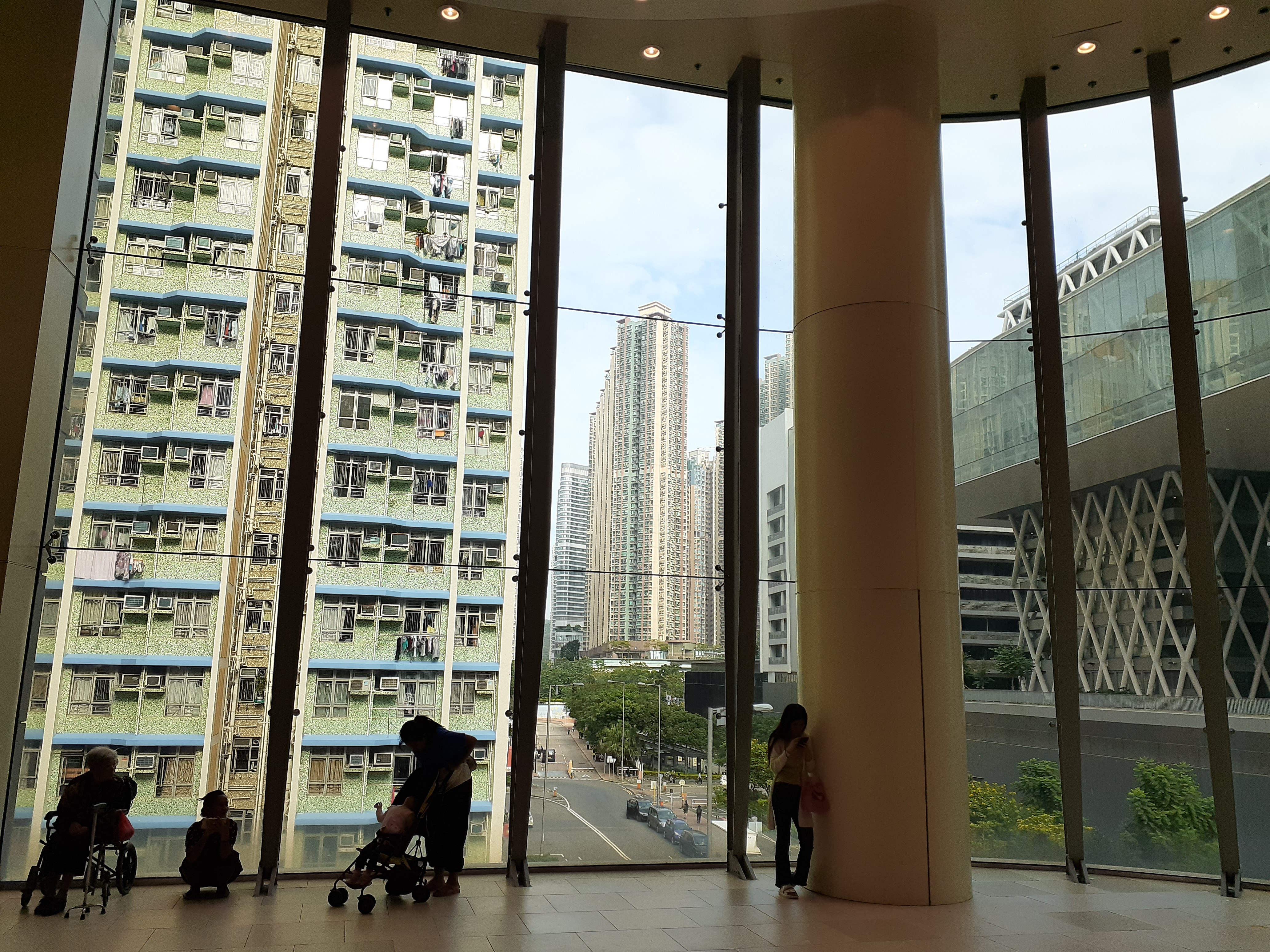
二樓中庭，「古典風格」燈柱因翻新工程而被移走
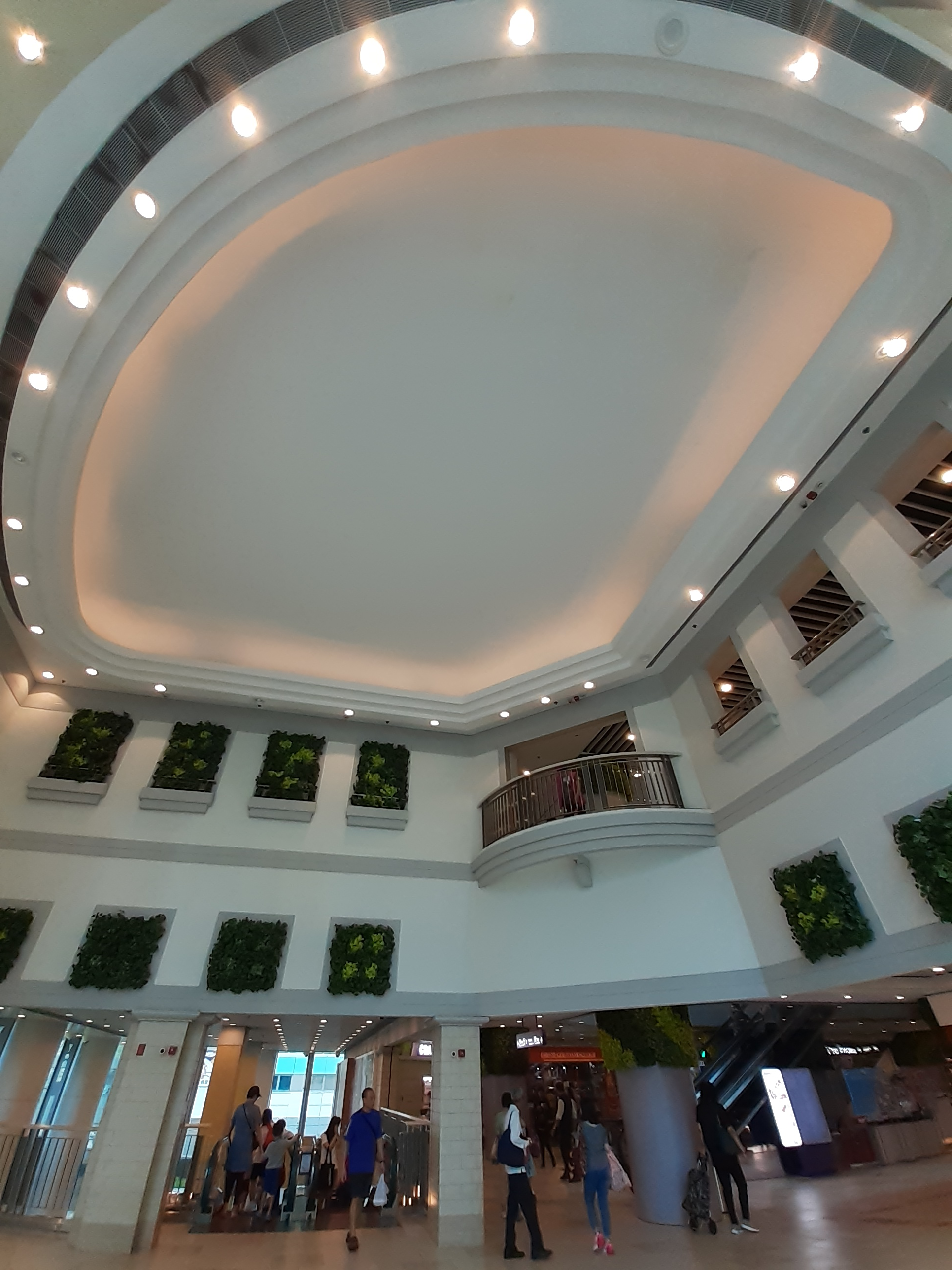
中庭的「天空風格」天花板牆壁經已消失

### 彩明街市
第一期設有乾濕貨街市、名為彩明萬有街市，供租戶用作街市攤位之樓面面積不超過11816平方呎，由宏安集團承租；街市內設有通道連接落貨區、二樓商場等地方。領展收購後，曾進行數次裝修工程。及後又於2015年3月進行大型翻新工程，並於2015年6月中完成。
2022年4月19日宏安集團公布，續租領展旗下將軍澳彩明苑街市3年自2021年12月8日起至2024年12月7日（包括當日）止，為期三(3)年，根據租賃協議將予收購之使用權資產將按約9420萬元入帳為投資物業及租賃負債。

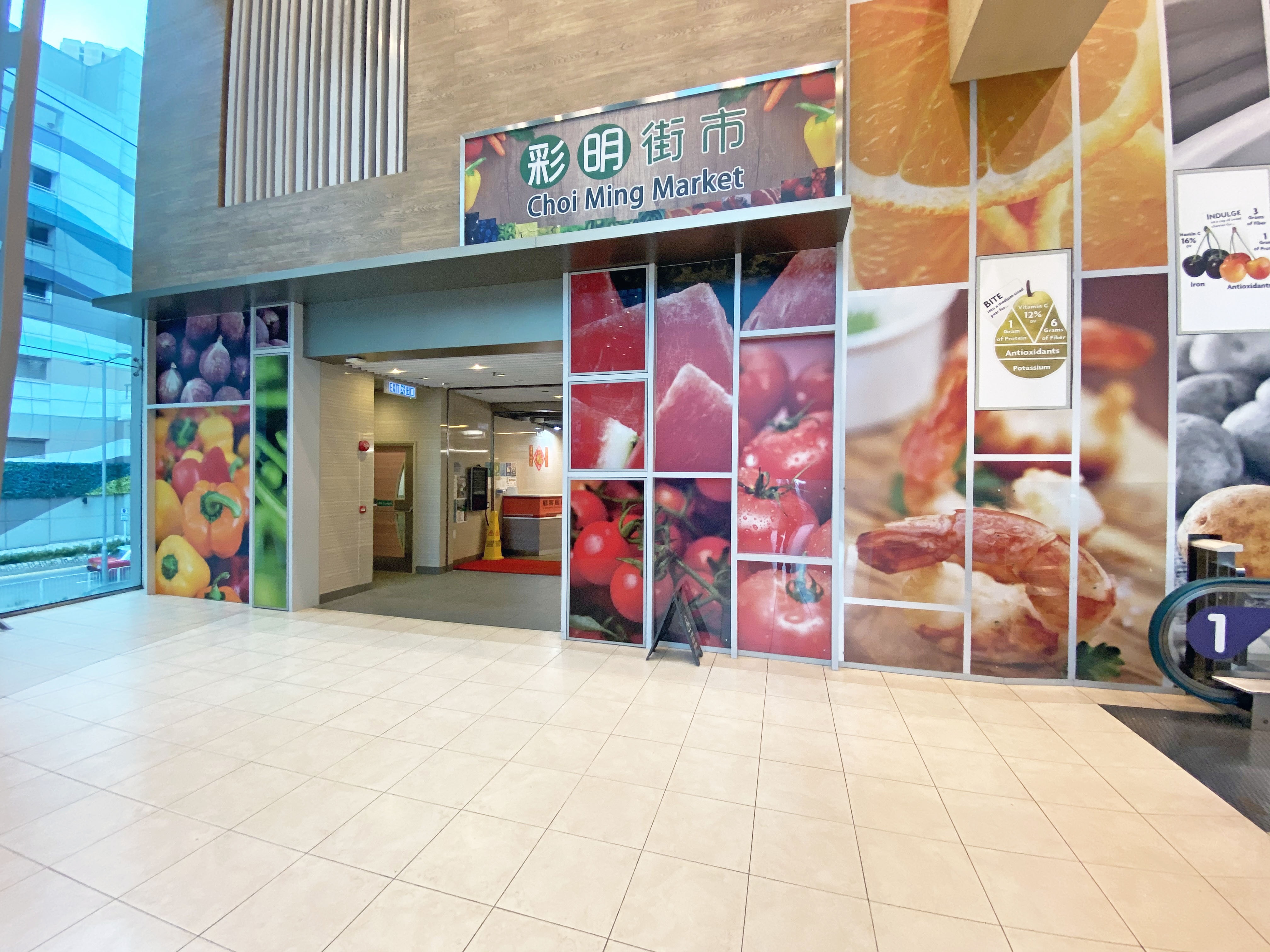
彩明商場街市新貌（2020年）
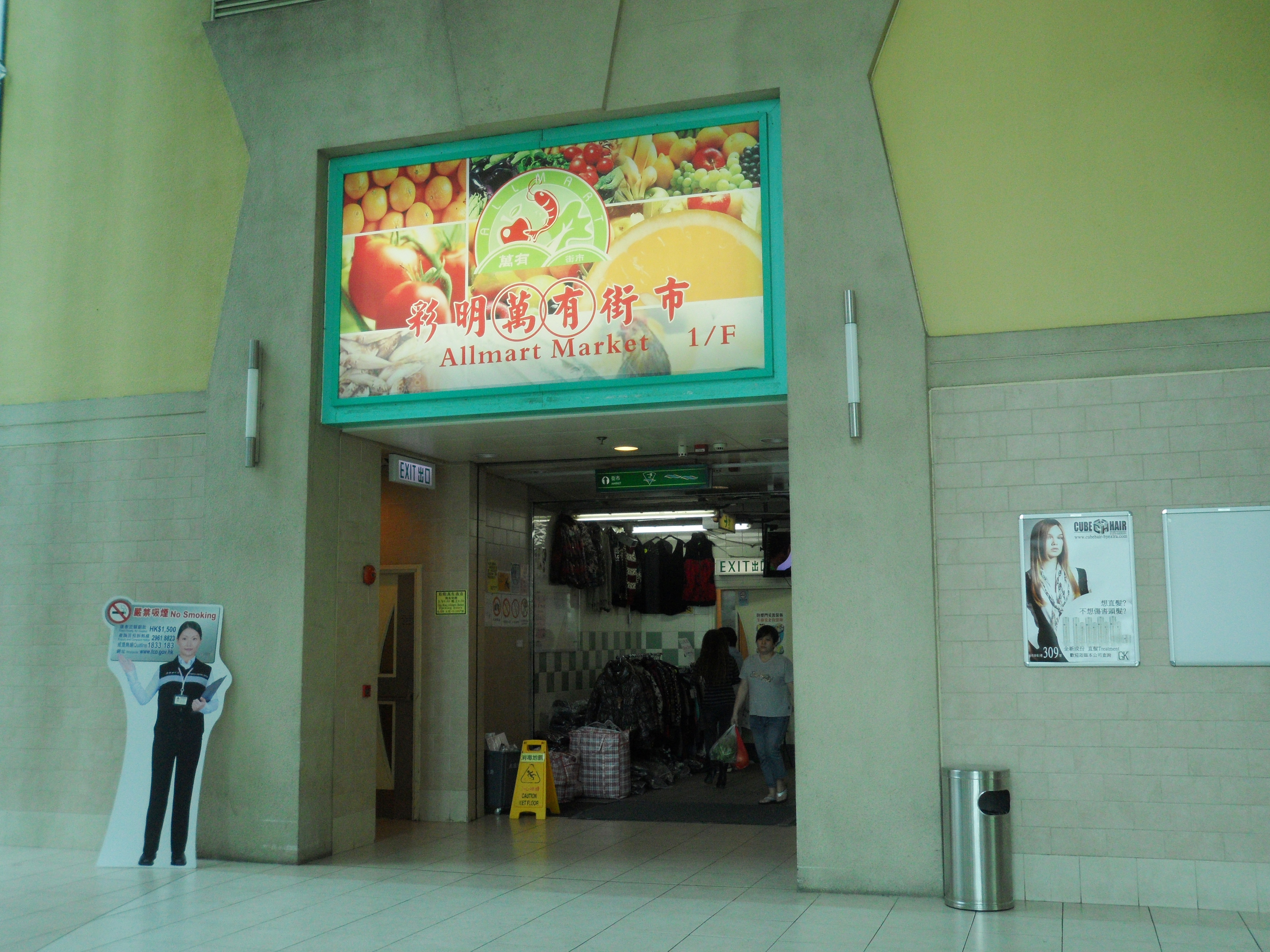
彩明商場萬有街市舊貌（2012年）
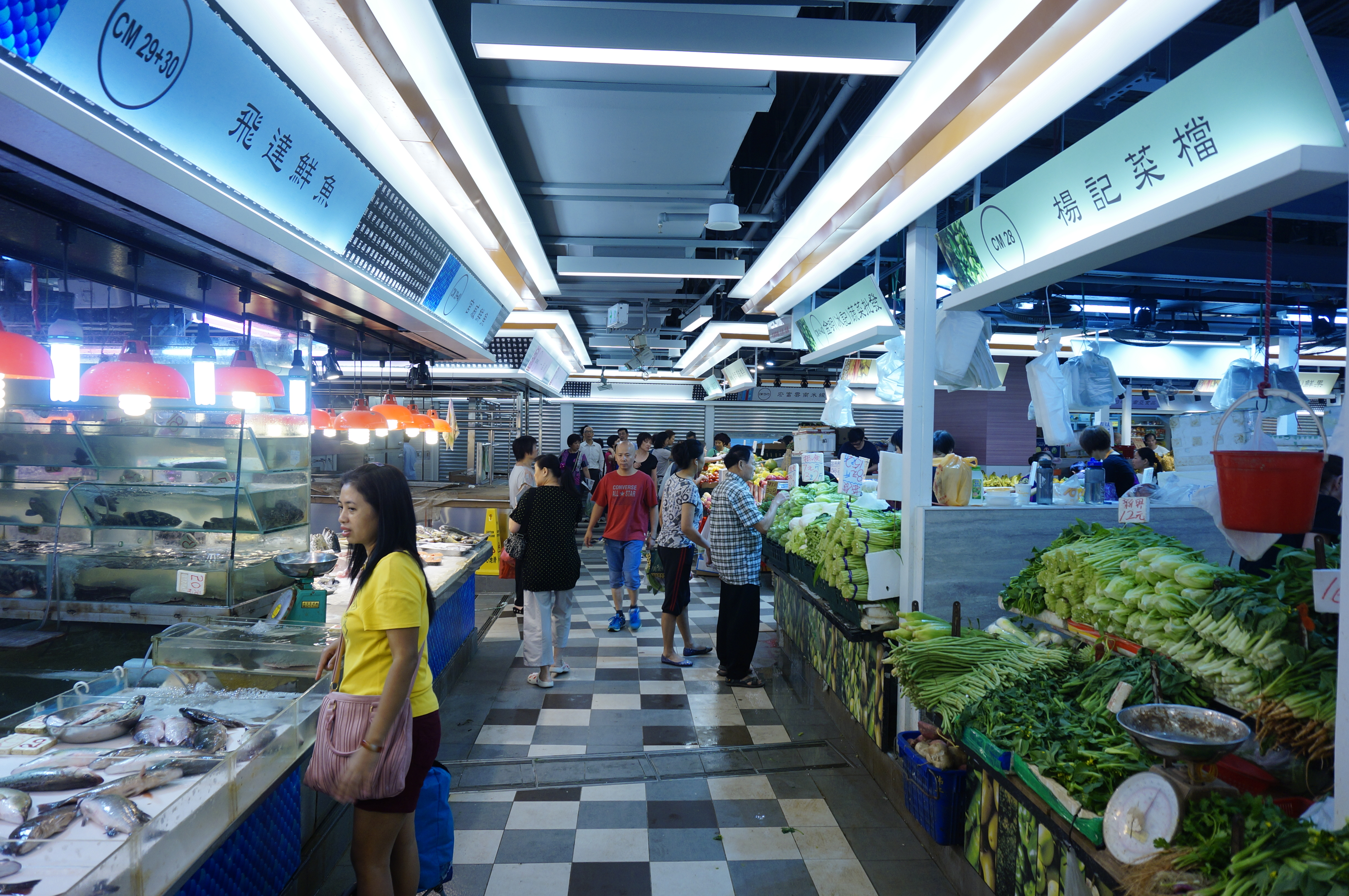
彩明街市新貌（一）
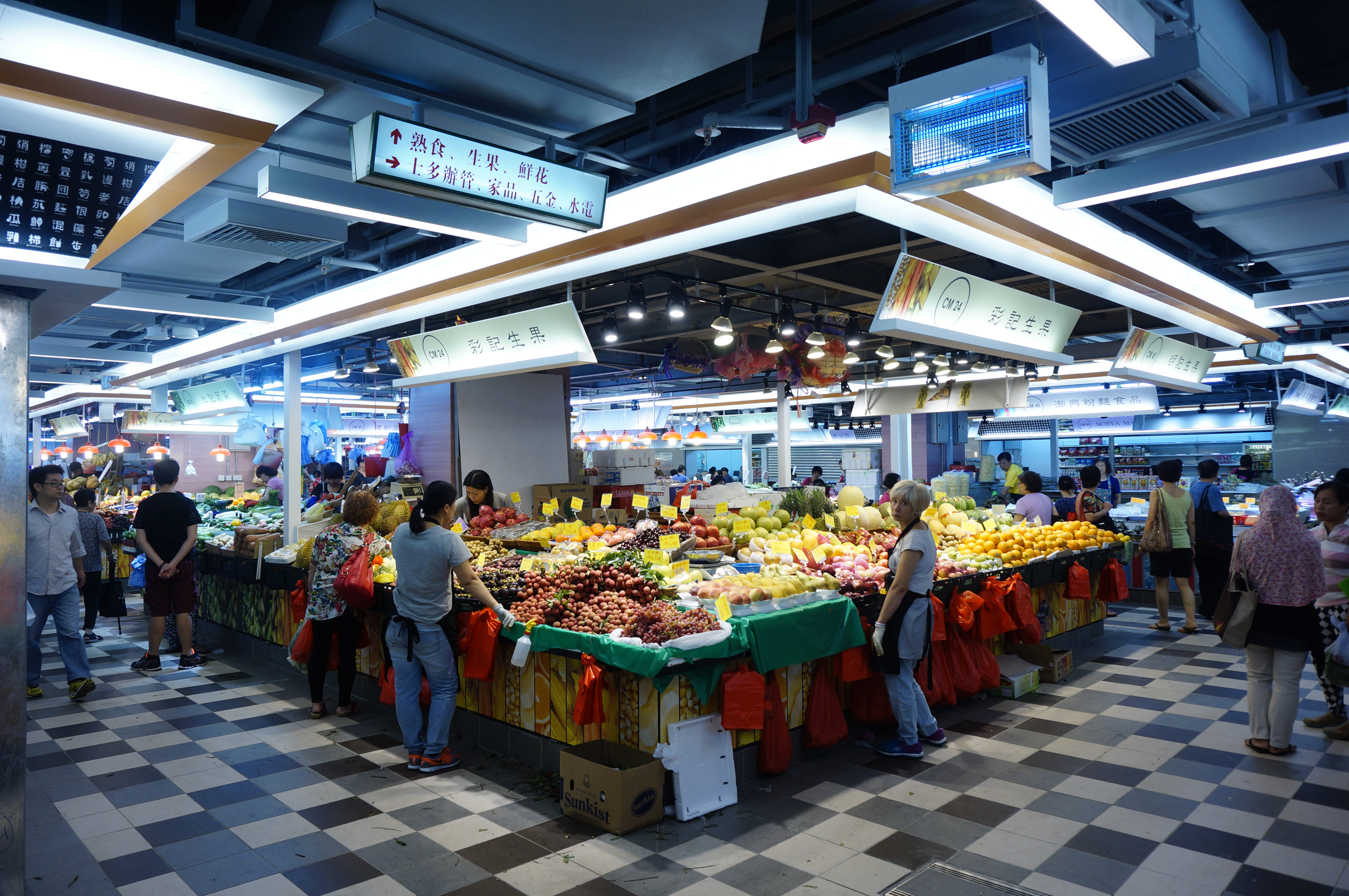
彩明街市新貌（二）
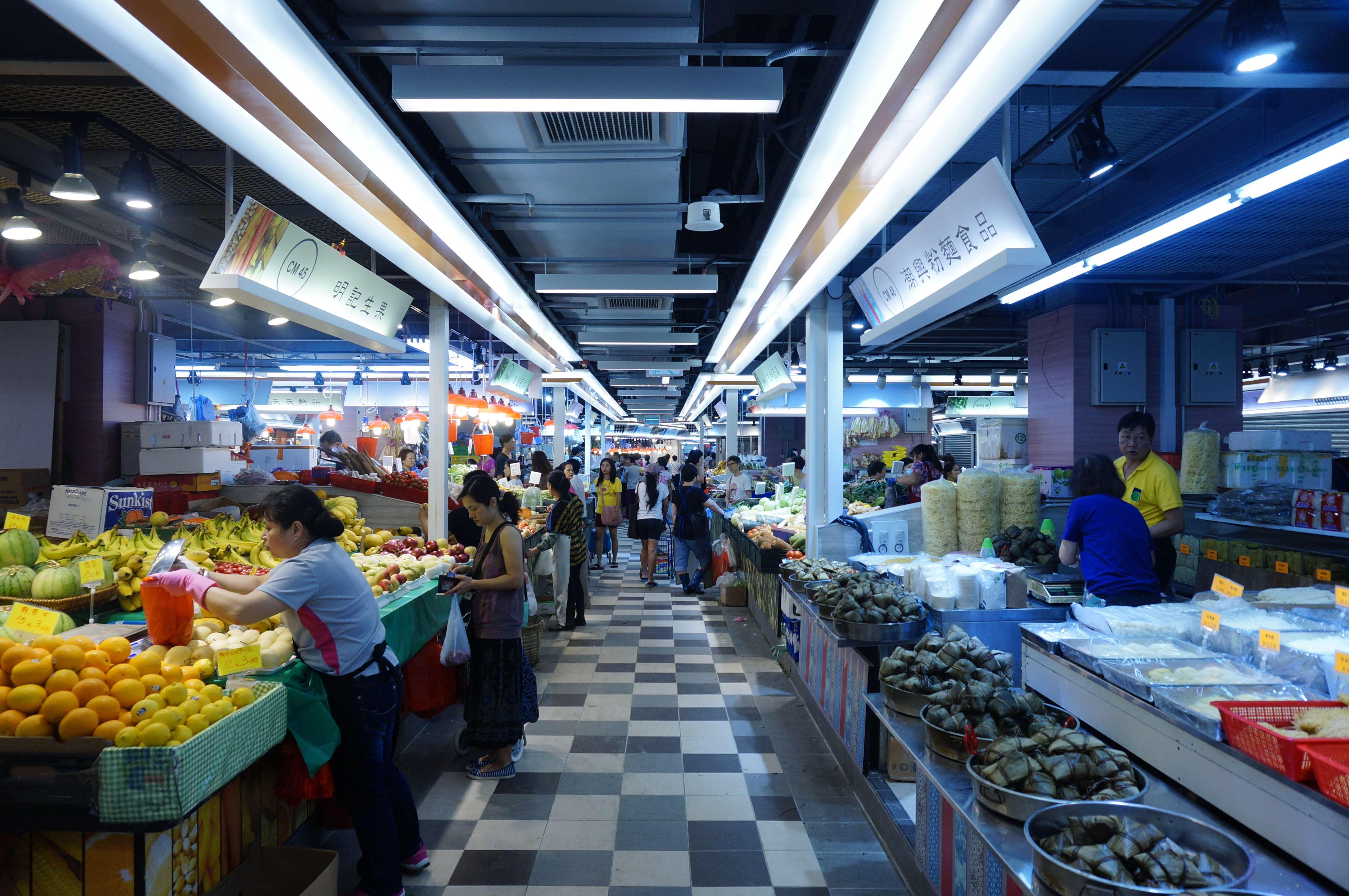
彩明街市新貌（三）
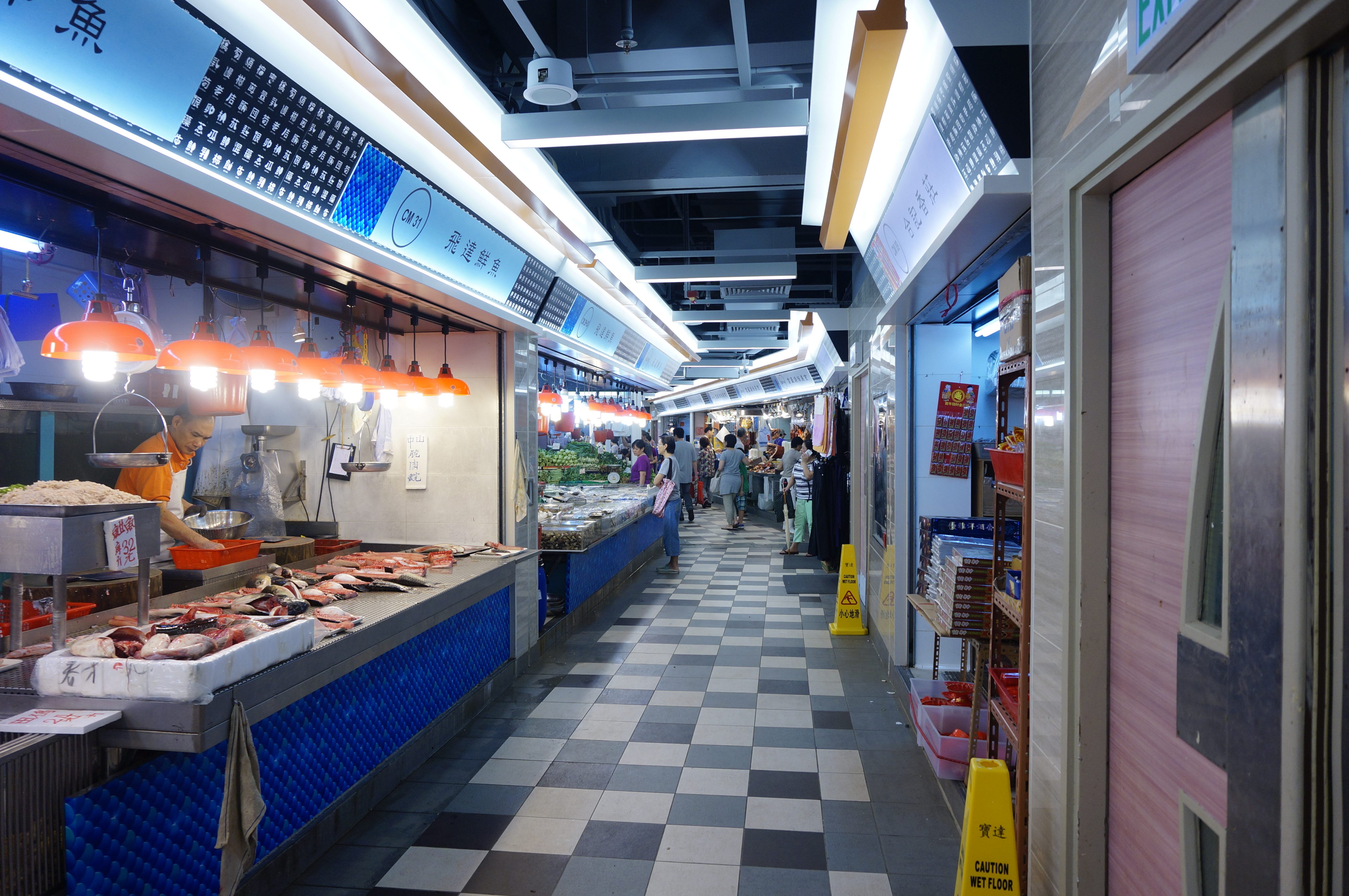
彩明街市新貌（四）

## 第二期／擴展部份介紹

### 建築資訊
第二期又稱為彩明商場「擴展部份」，隨健明邨落成而一併啟用，而商場主題與健明邨同樣為為宇宙。
商場樓高7層，面積約2萬9千平方米（312,153平方呎）；設有各類商舖、巴士總站、停車場、健彩社區會堂等設施。
商場內亦設有通道及兩條扶手電梯通往健明邨及邨內多間學校；不過領展為商場翻新前，該通道非常擠擁，因此西貢區議會健明選區梁里議員等人提出建議、要求房委會研究於健明邨扶手電梯附近合適位置增闢通道；及後領展作出首次翻新時一併增闢及美化該通道（見翻新工程），成為今天的模樣。

#### 節能措施
商場擴展部份採用多項節能措施、例如高效能的冷凍機組、低用電量的照明裝置、高效能電動機，以及高能效的升降機及自動梯等，因此成為全港首個符合「能源效益新守則（2004年）」的建築物。
與一座結構及商戶數目相若，又同時符合機電工程署固有能效守則的建築物相比，彩明商場可進一步節省約一成的能源（約每年14萬度耗電量），從環保的角度來看，每年可減少120噸由發電所產生的二氧化碳。
 — 房屋署高級屋宇裝備工程師 - 招建慈

### 宇宙 - 太陽系裝置
鑑於商場主題與健明邨同樣為宇宙行星，所以房委會特意設計一系列以太陽系為主的藝術裝置，包括了太陽、八大行星、地球衛星影像等，並以小型燈泡模擬流星的流動，並安裝於通往交通交匯處的通道及扶手電梯；惟2018年被領展拆除。

### 樓層分布圖
| 樓層名稱    | 用途                                                             |
| 六樓（6/F） | 健彩社區會堂，平台花園，蝴蝶園                                   |
| 五樓（5/F） | 停車場，路向四肢傷殘人士協會，家福會，樂道幼稚園，通道通往健明邨 |
| 四樓（4/F） | 停車場                                                           |
| 三樓（3/F） | 停車場                                                           |
| 二樓（2/F） | 商舖，餐廳，天橋通往第一期商場→彩明苑、都會駅，通道通往健明邨    |
| 一樓（1/F） | 停車場                                                           |
| 地下（G/F） | 巴士總站                                                         |

1. ↑  又稱為「三樓車場」
2. ↑  又稱為「二樓車場」
3. ↑  又稱為「一樓車場」
4. ↑  又稱為「地下車場」

### 相片集

#### 翻新前及2008年首次翻新

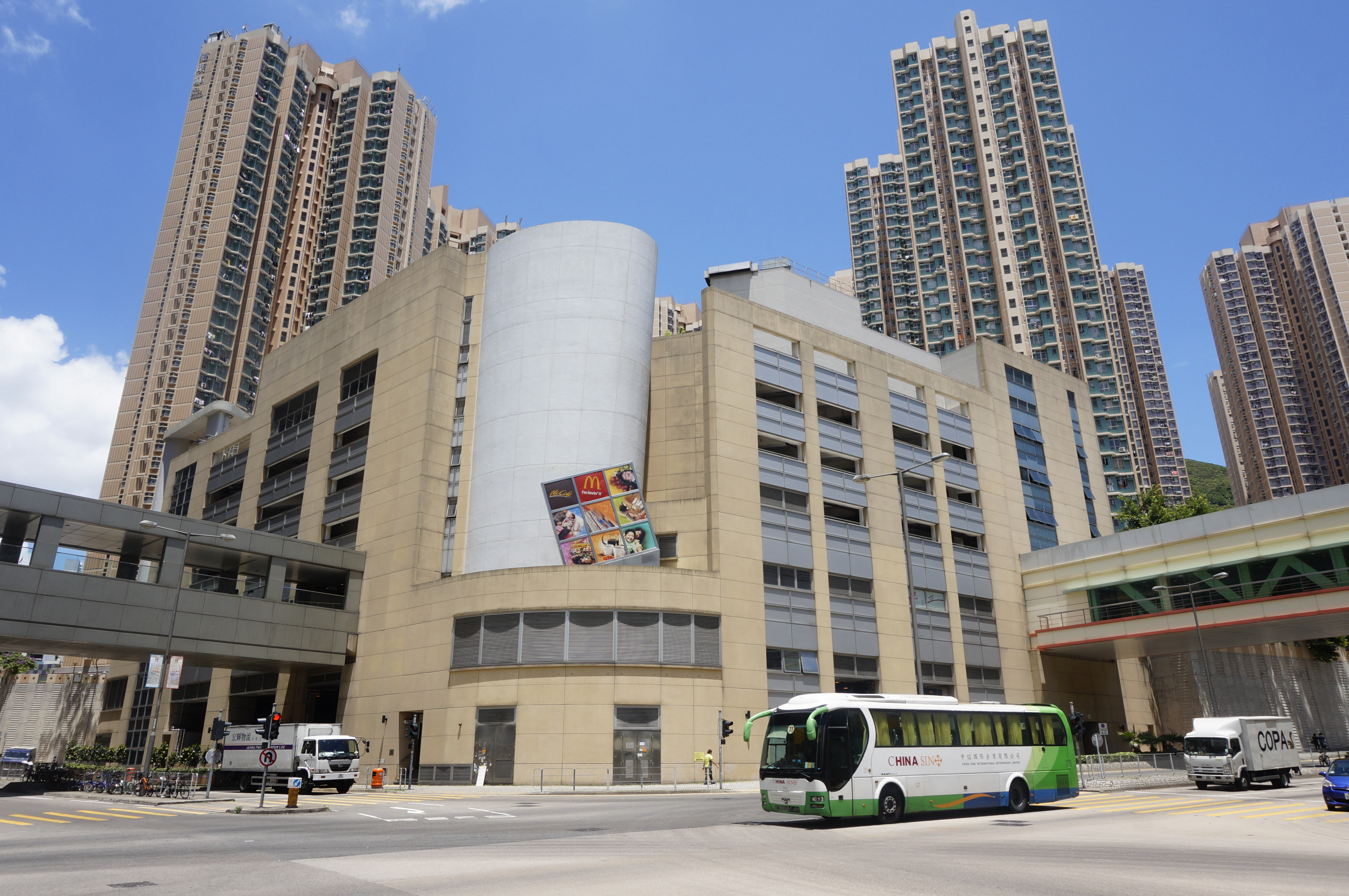
彩明商場二期舊貌
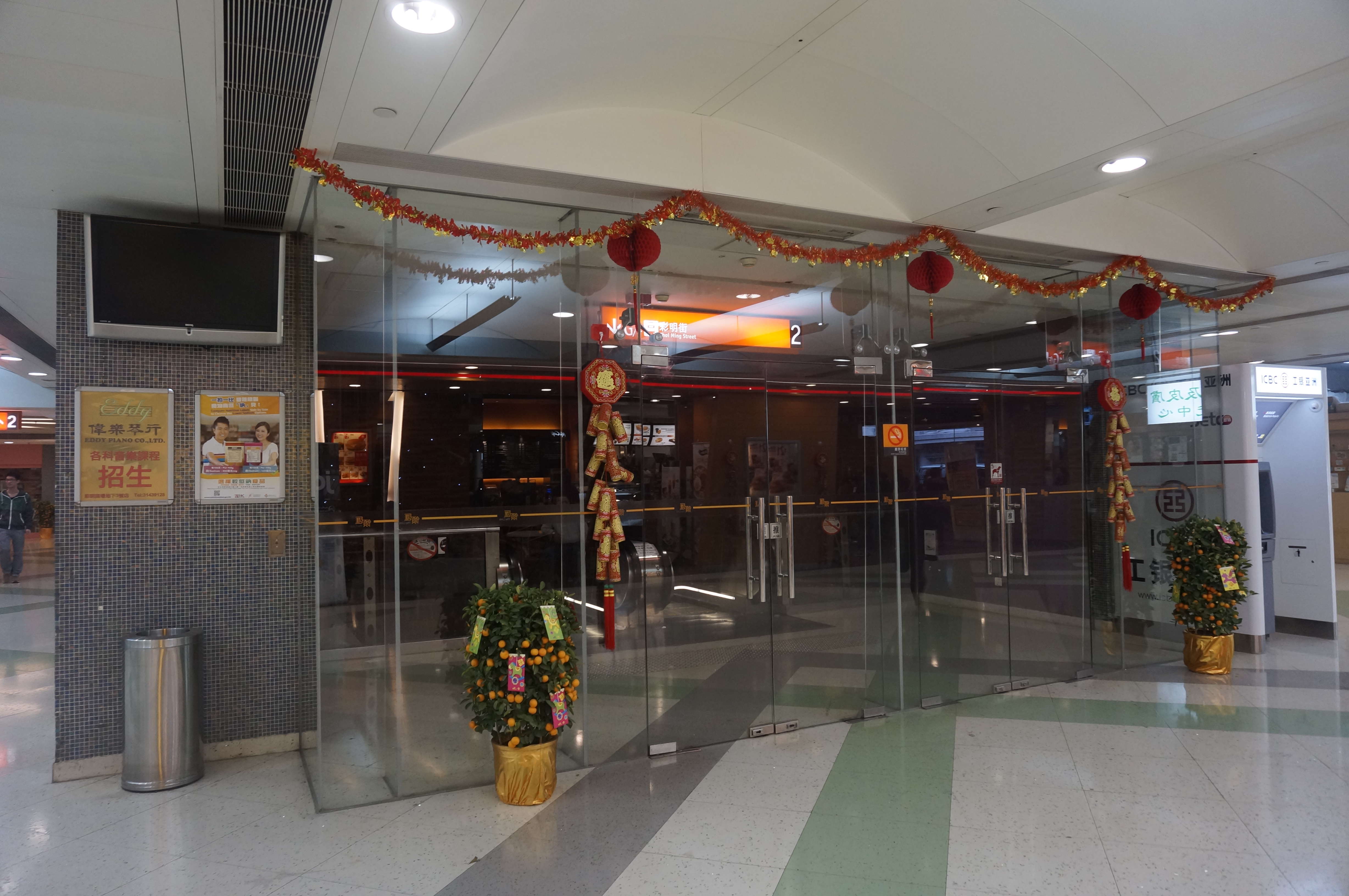
彩明商場二期出入口
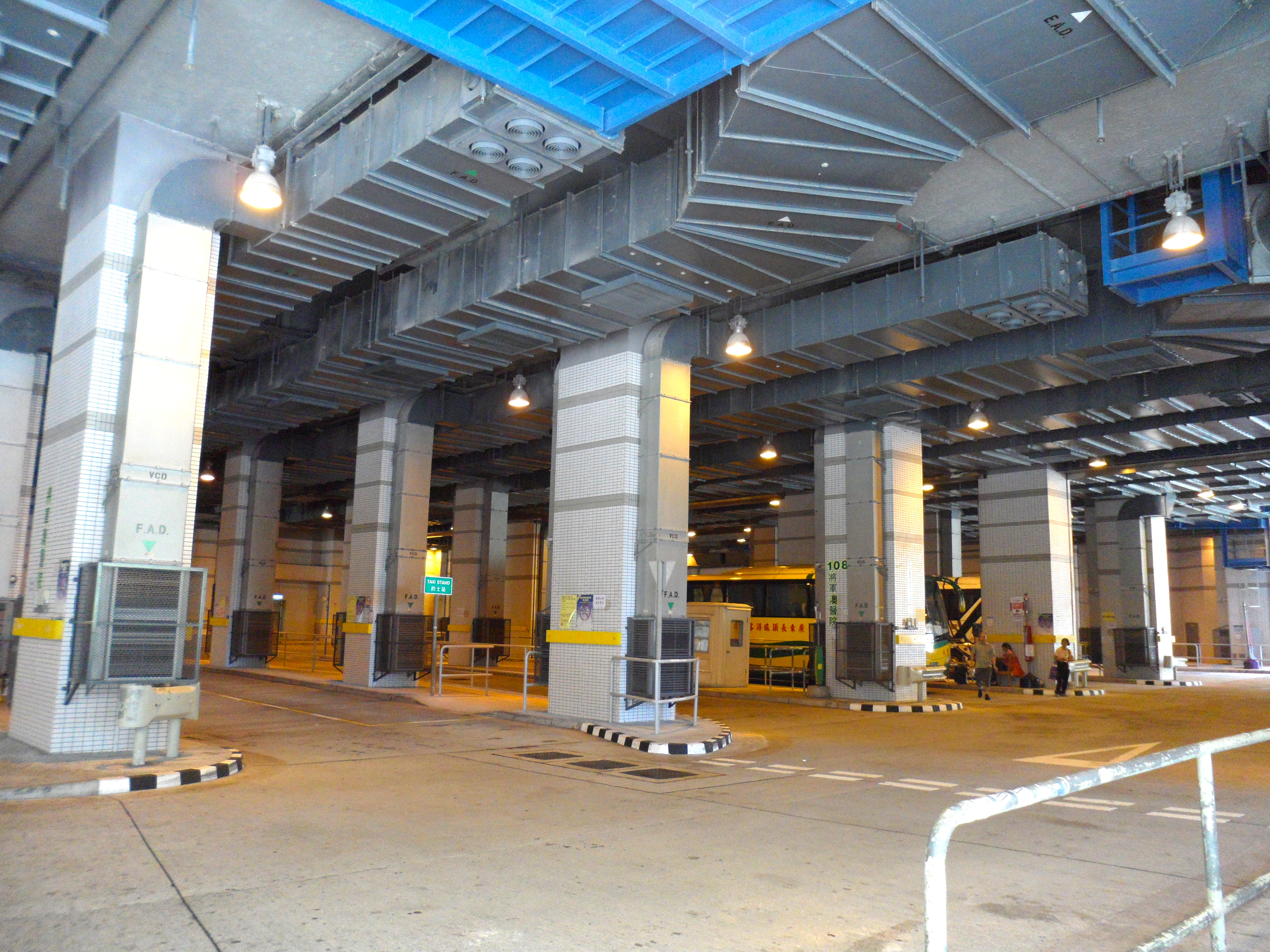
彩明商場公共運輸交匯處
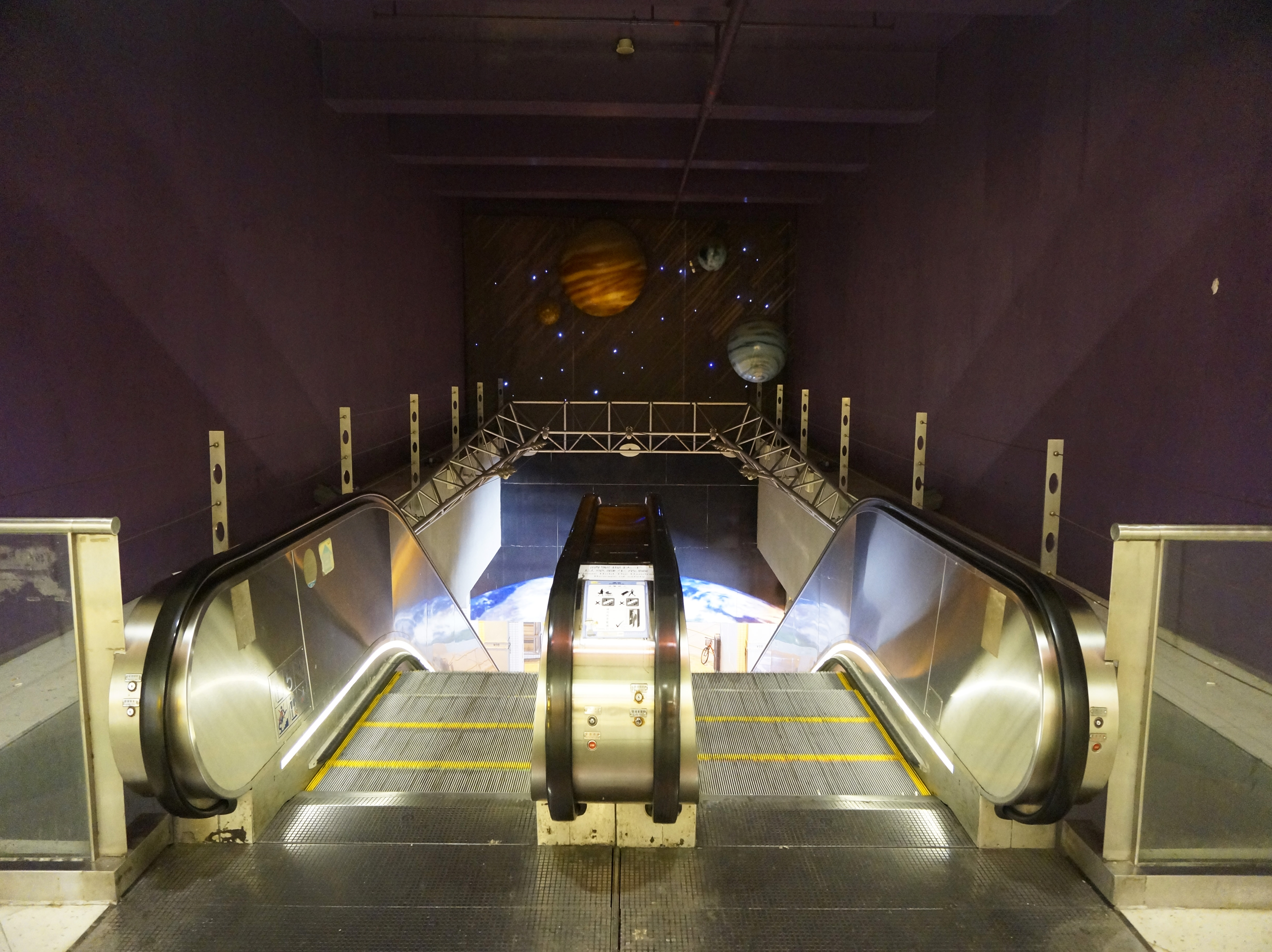
彩明商場通往交匯處的通道，扶手梯上方原本設有太陽系裝置，惟隨商場翻新而被領展於2018年拆除
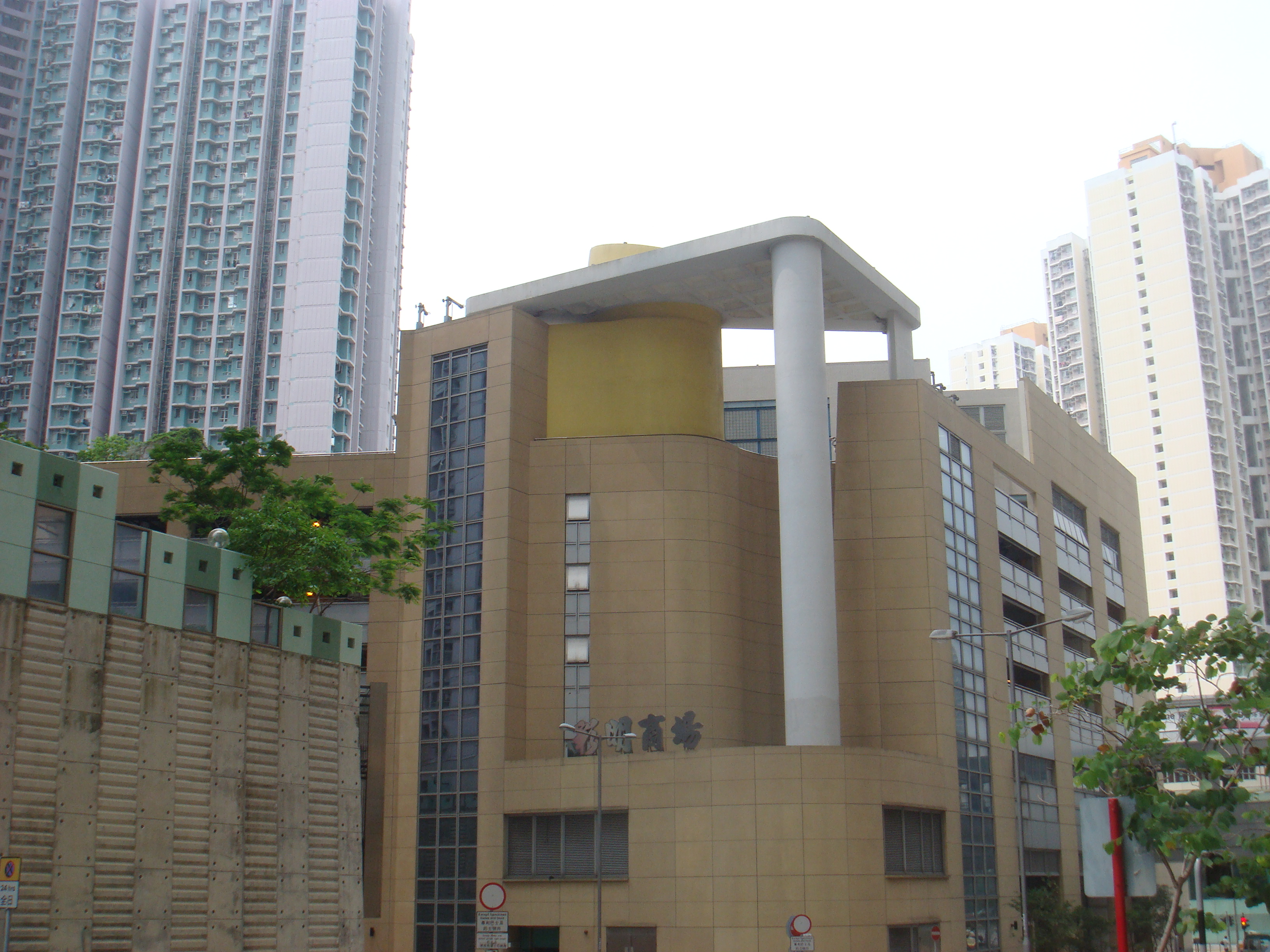
彩明商場第二期外觀（彩明街與嶺光街交界方向）
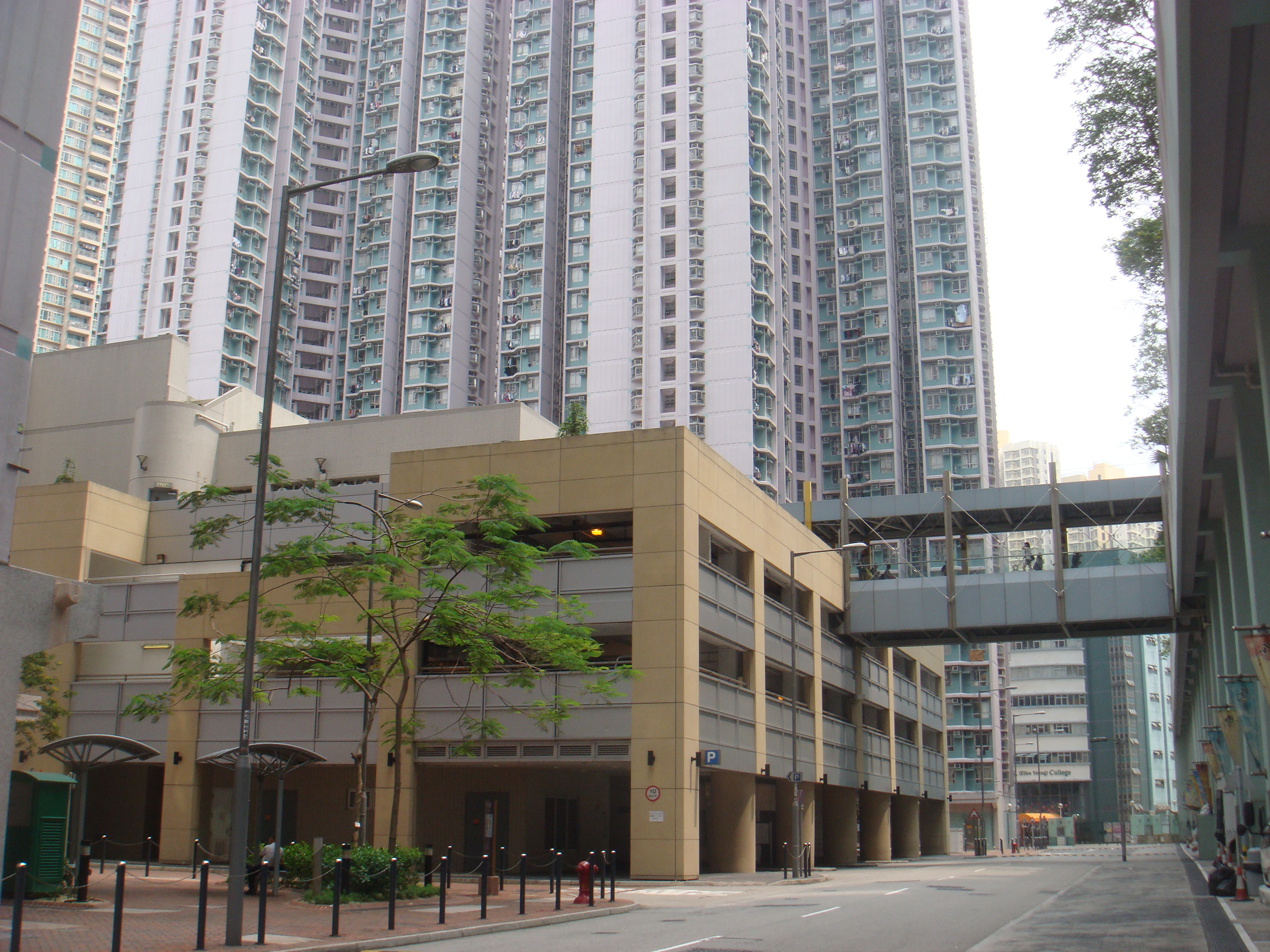
彩明商場多用途停車場，位於嶺光街
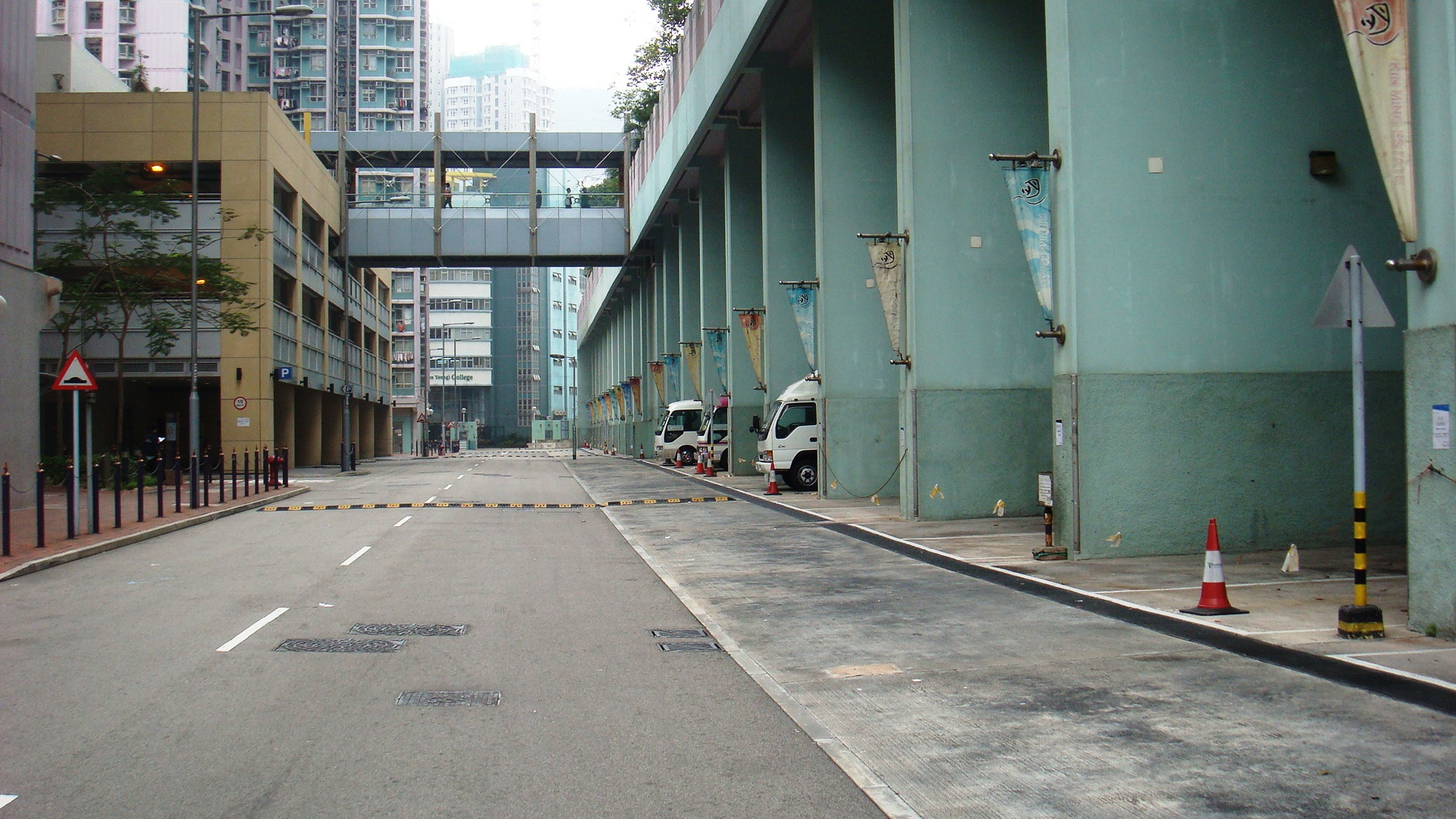
連接彩明商場與健明邨天橋（右下方為健明邨停車場），位於嶺光街
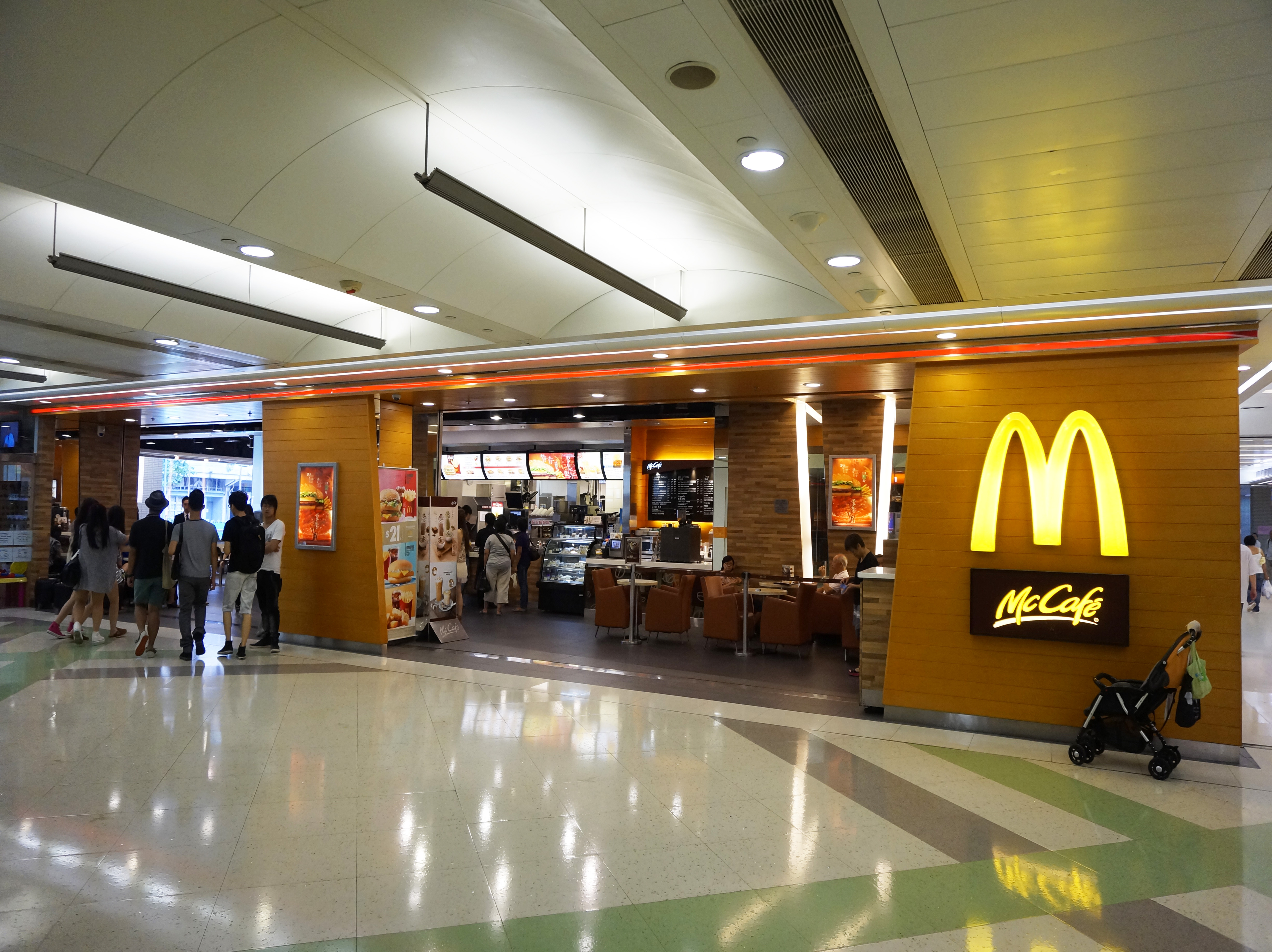
麥當勞餐廳
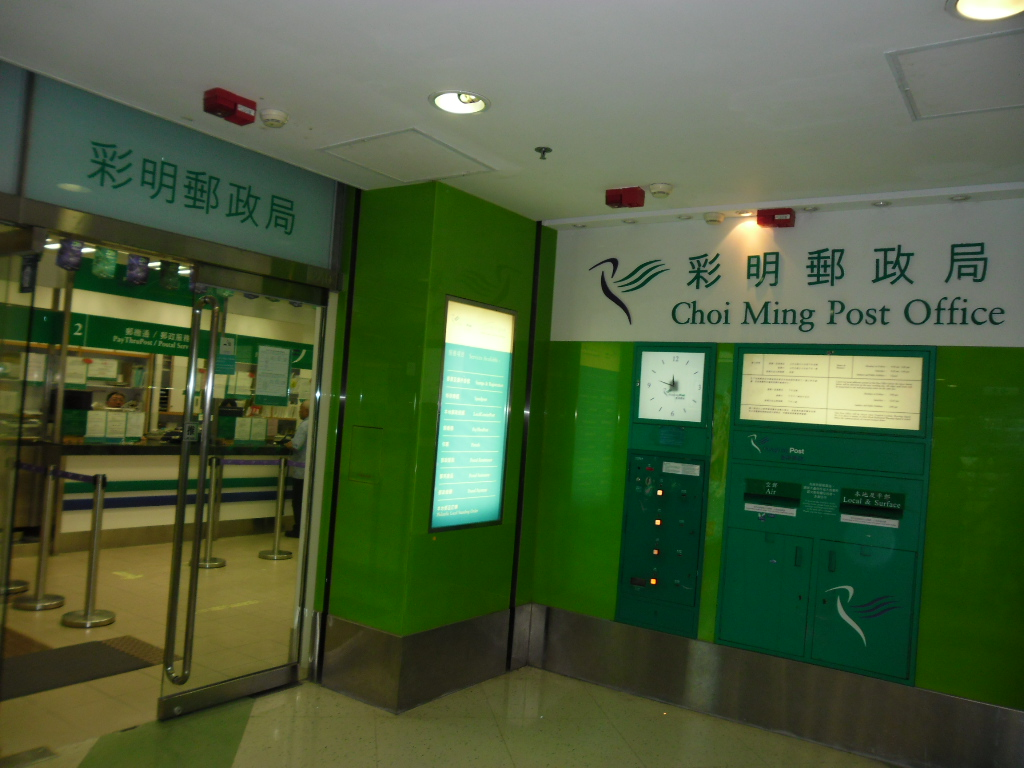
彩明商場郵政局
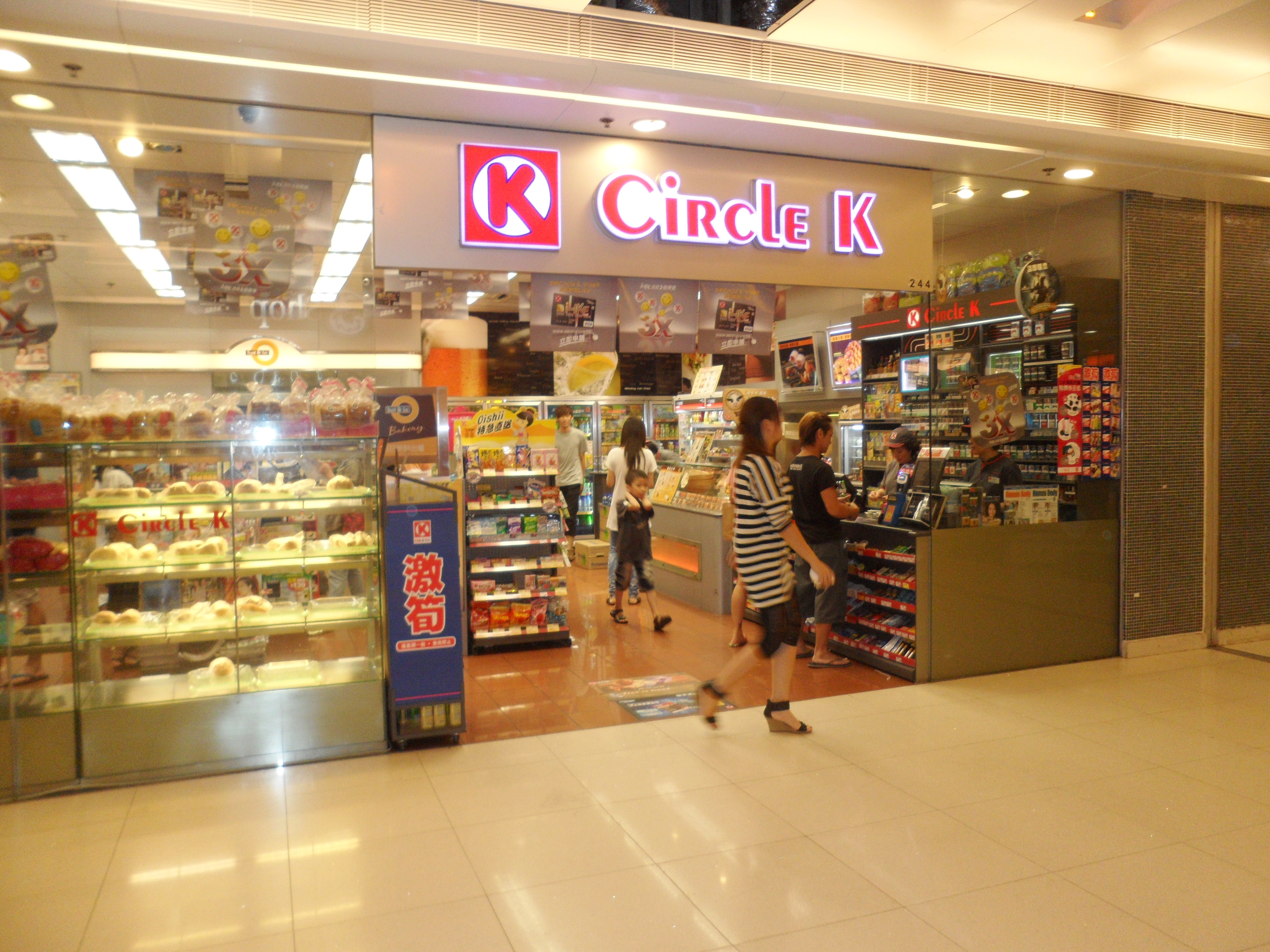
彩明商場OK便利店
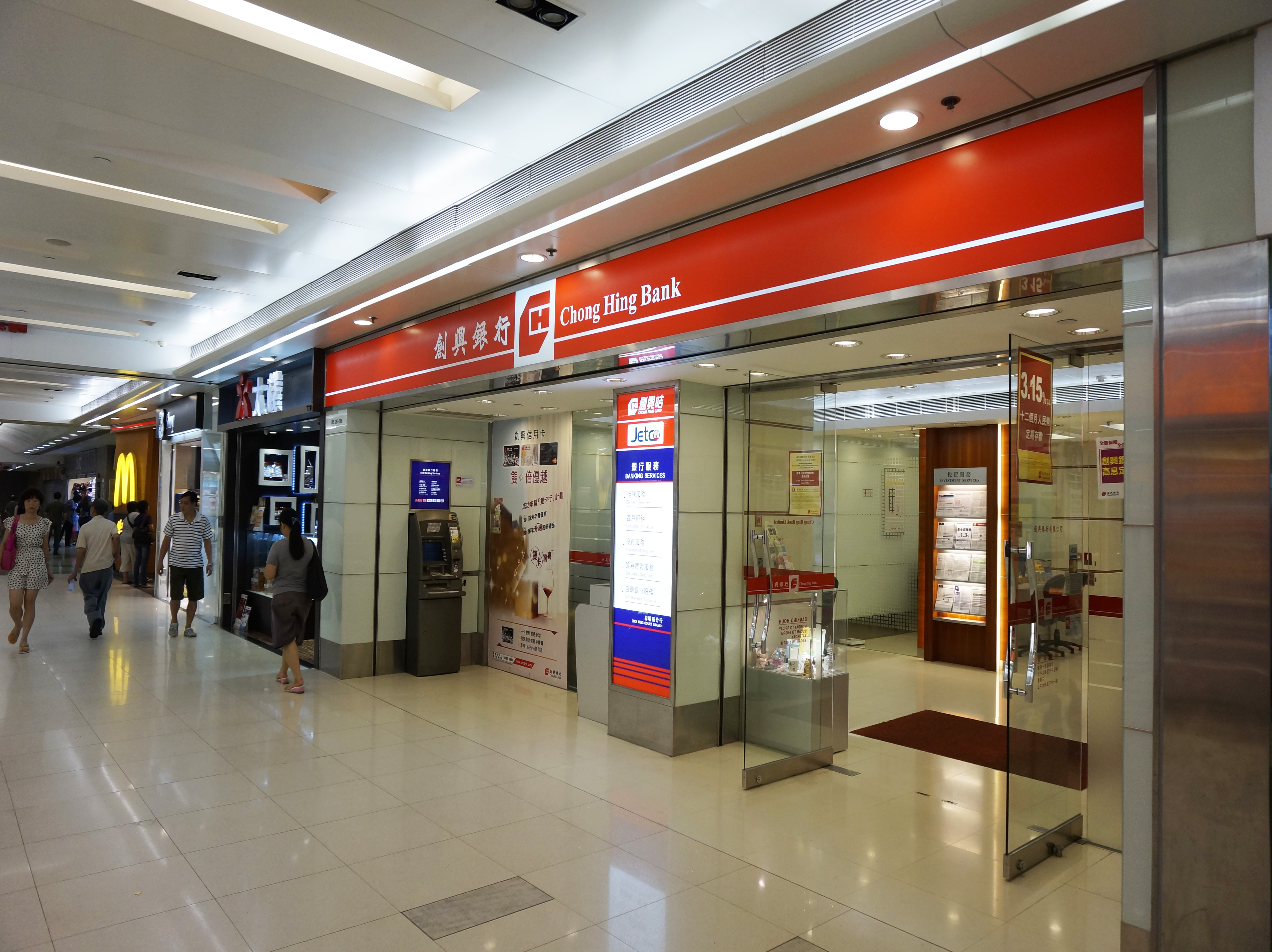
大棧及創興銀行
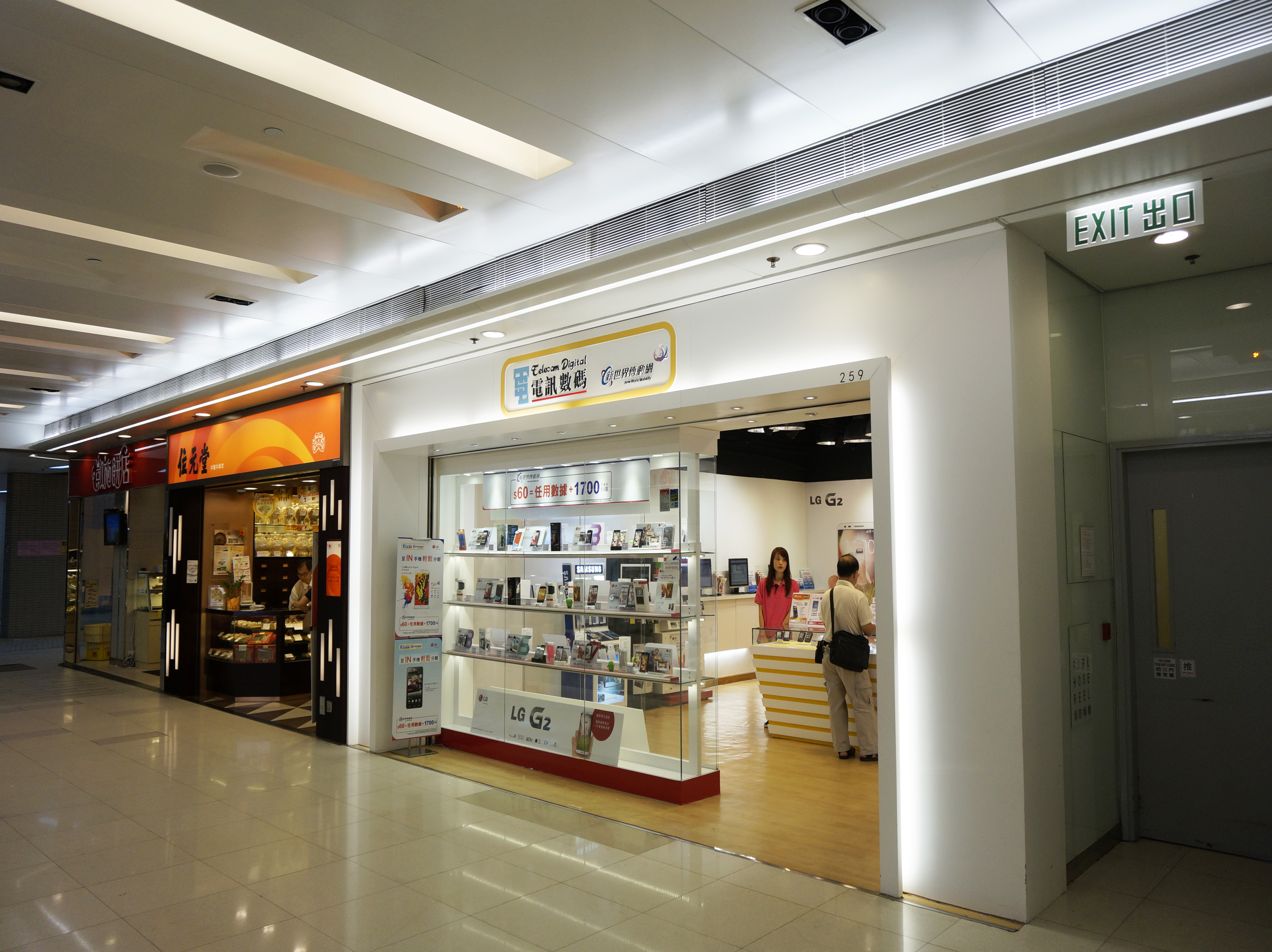
凱施餅店、位元堂及新世界電訊

#### 第二次翻新後

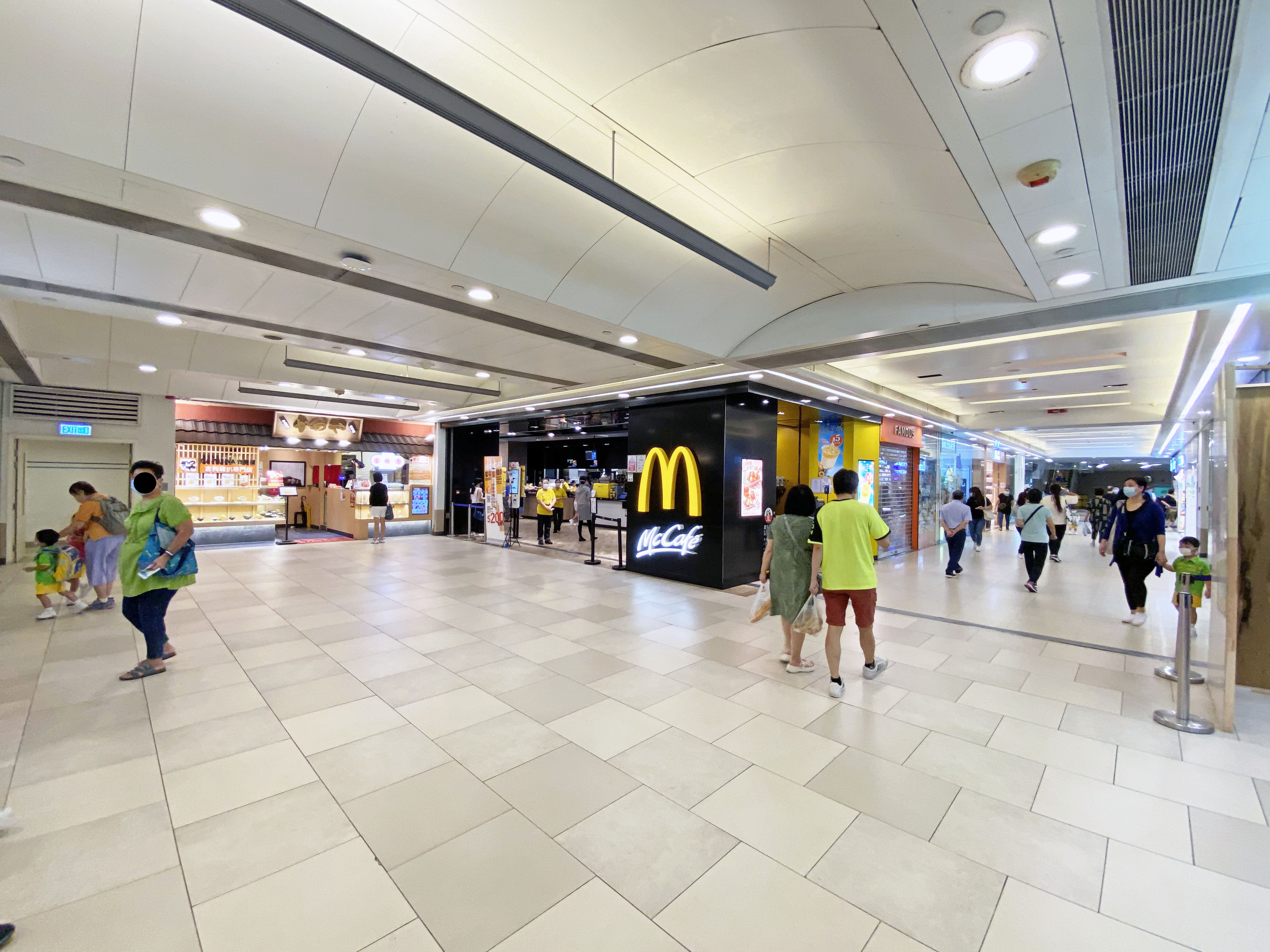
麥當勞、吉豚屋分店
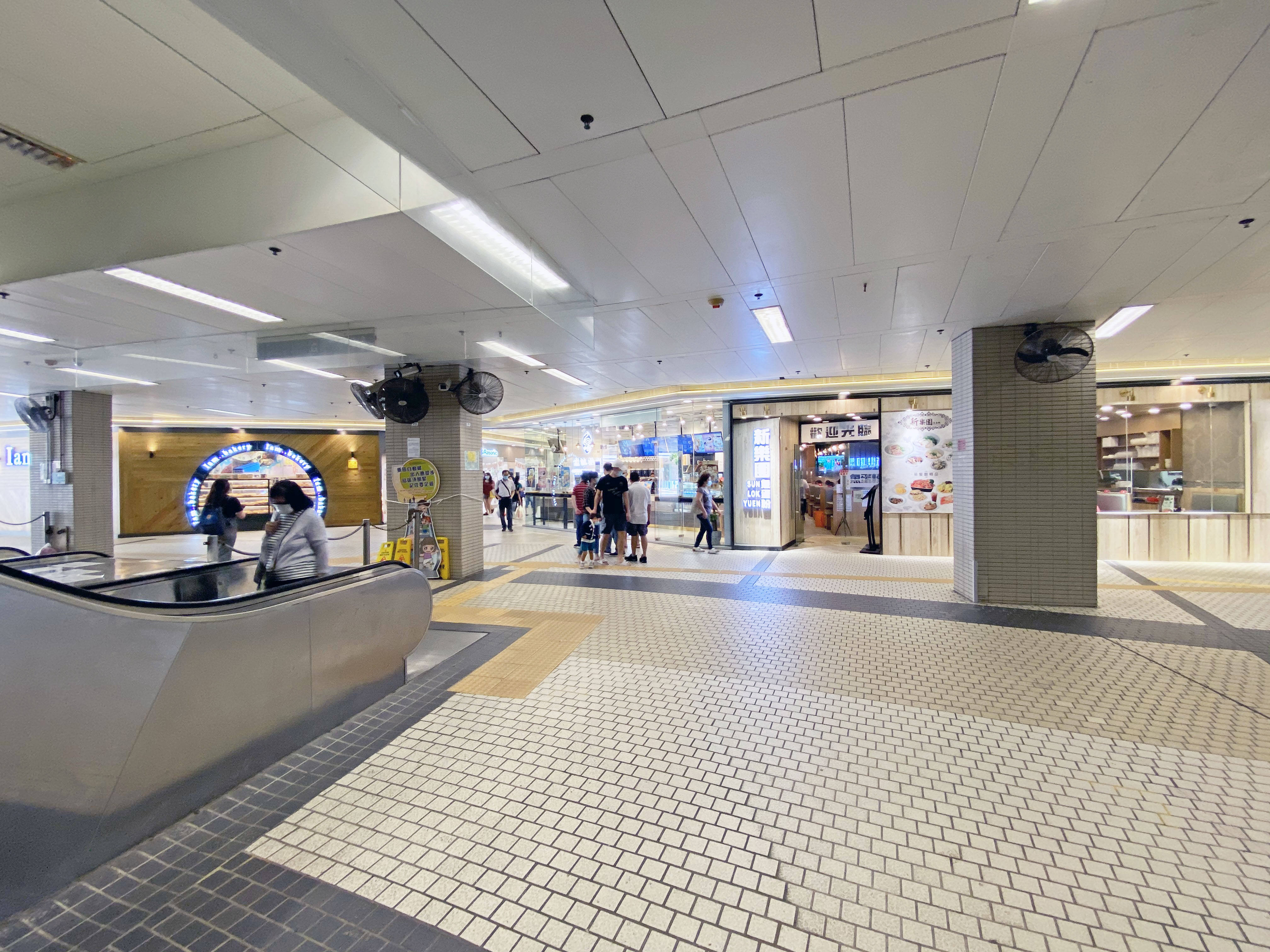
二期出入口近健明邨通道
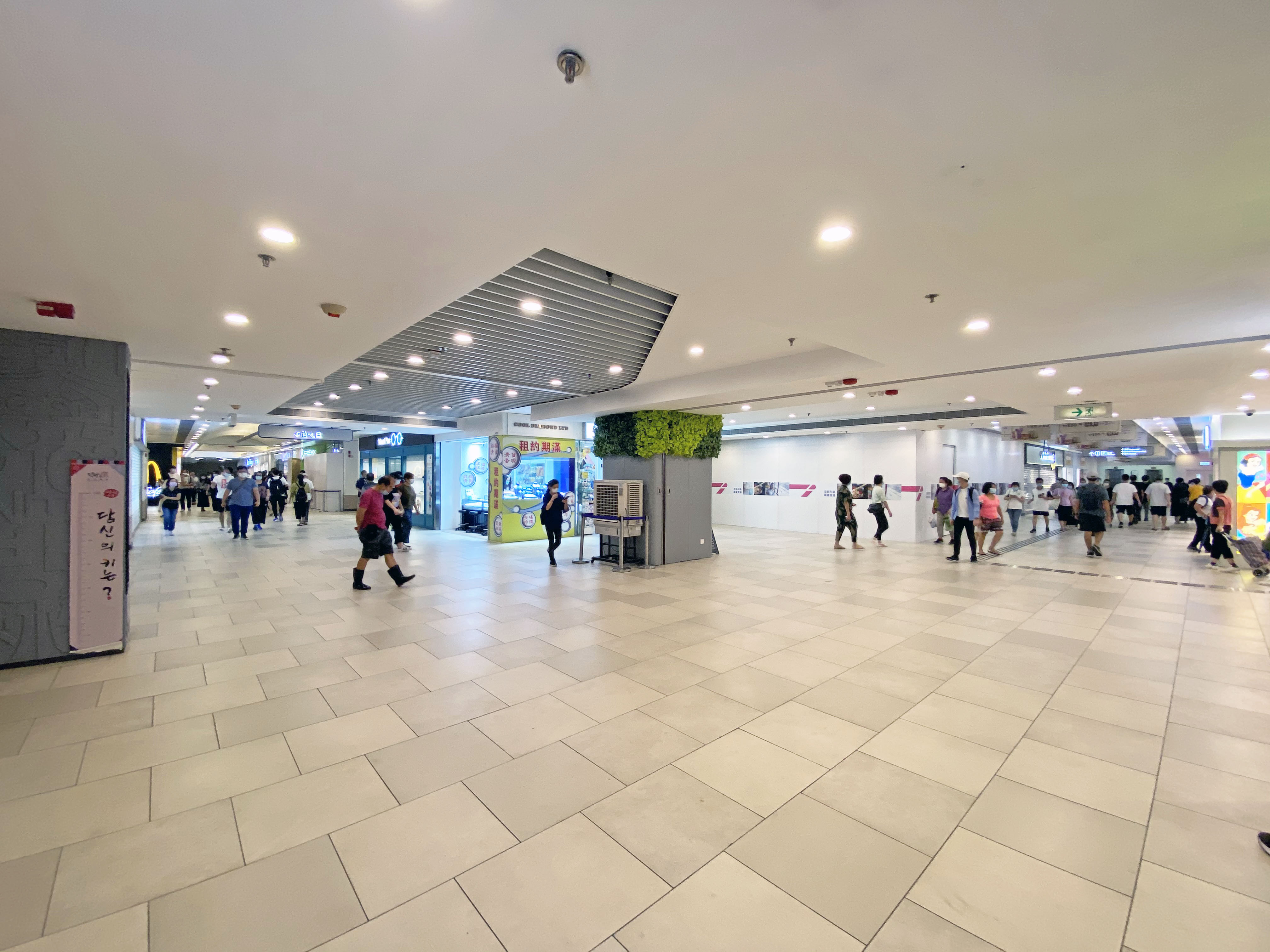
二樓中庭
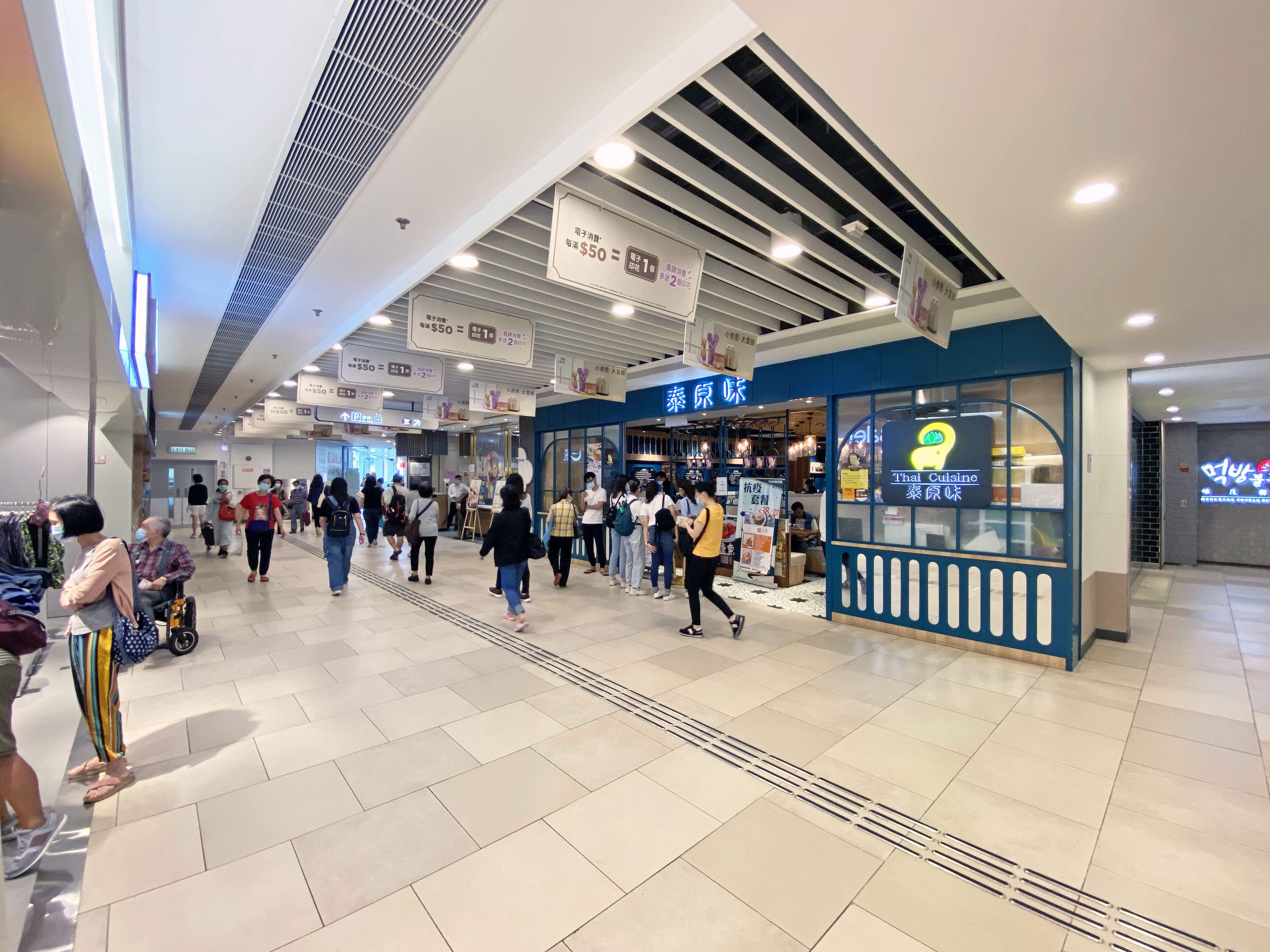
金公館、泰原味餐廳
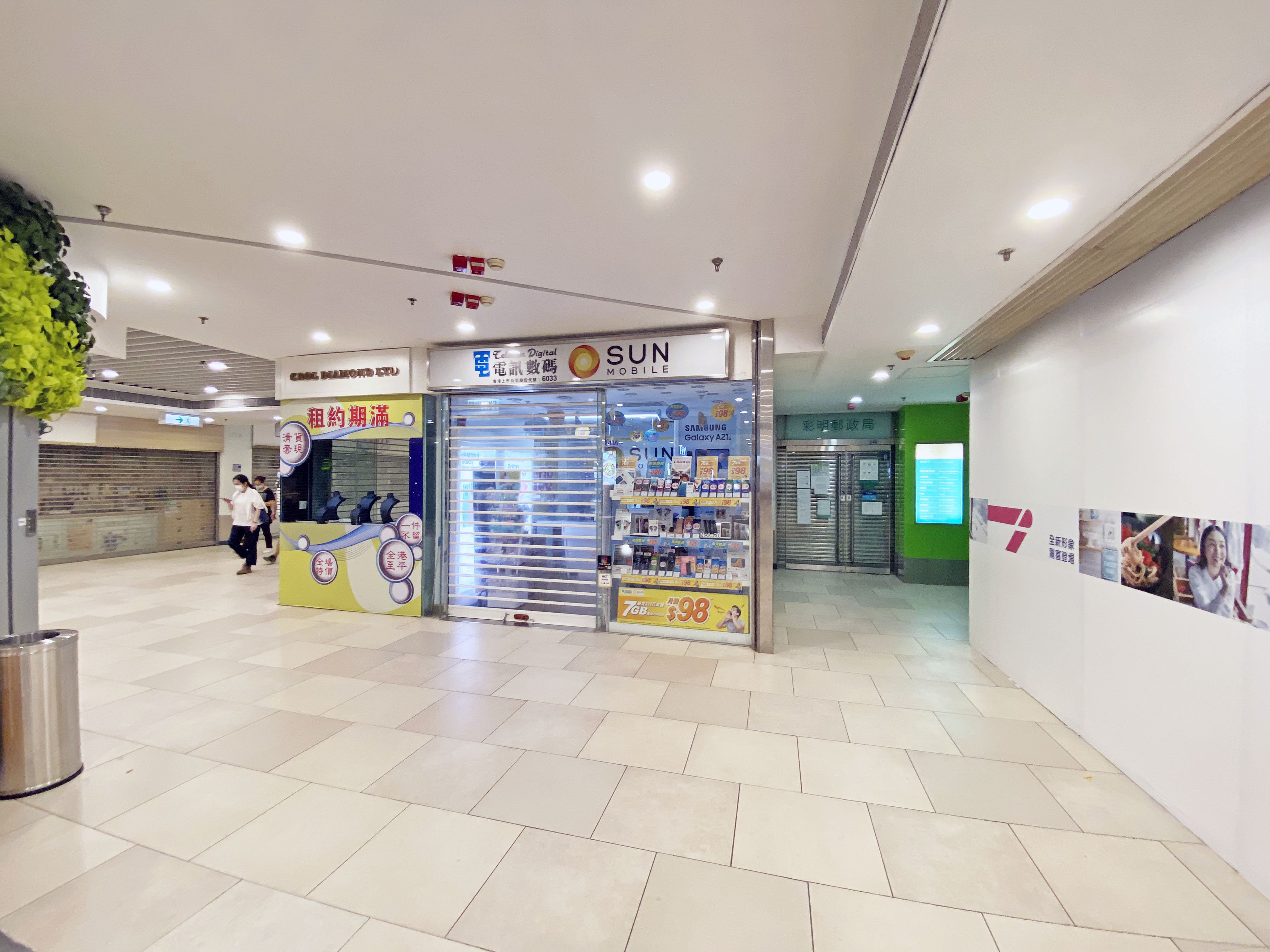
電訊數碼分店與彩明郵政局
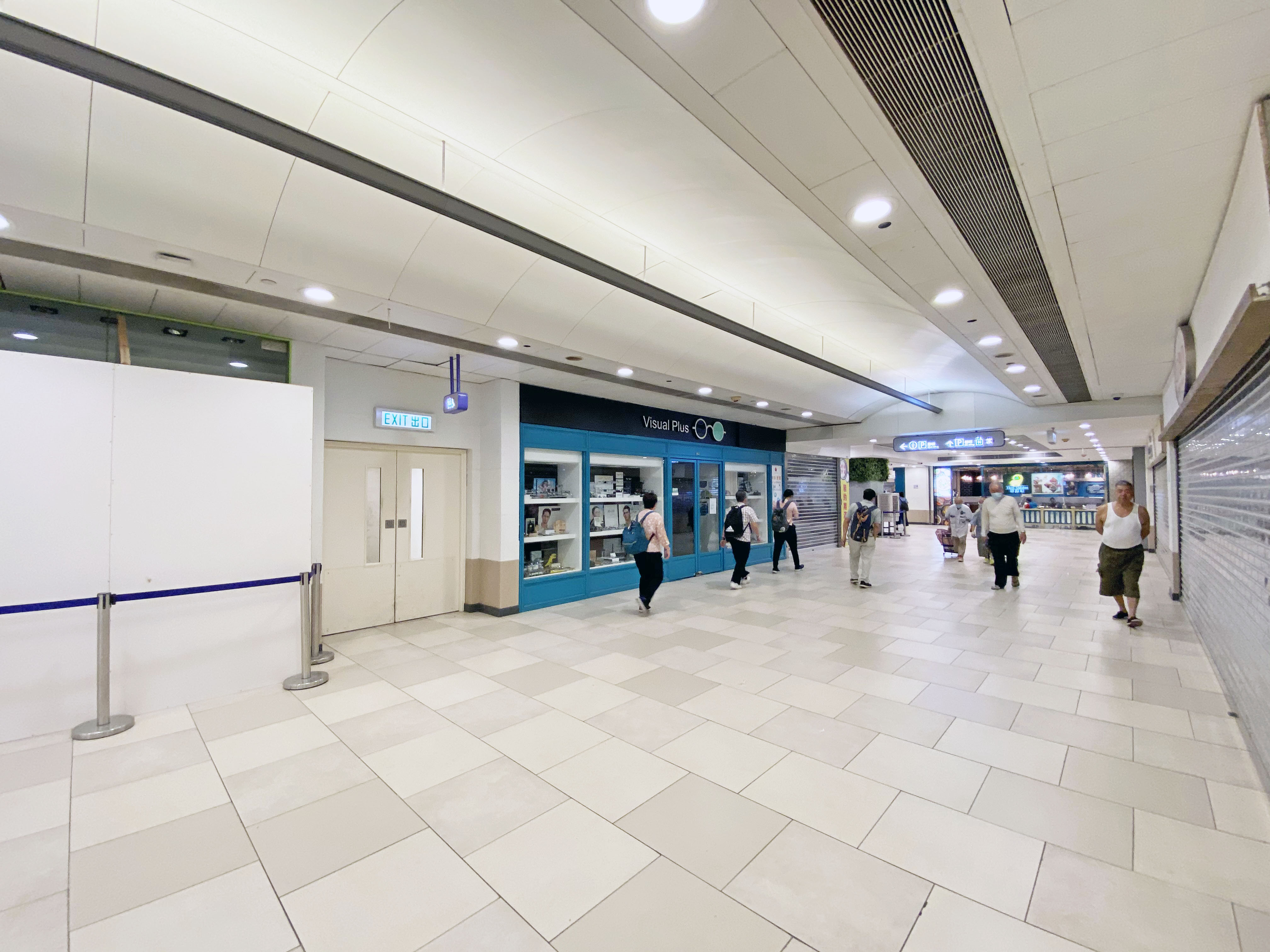
往來健明邨與都會駅行人通道
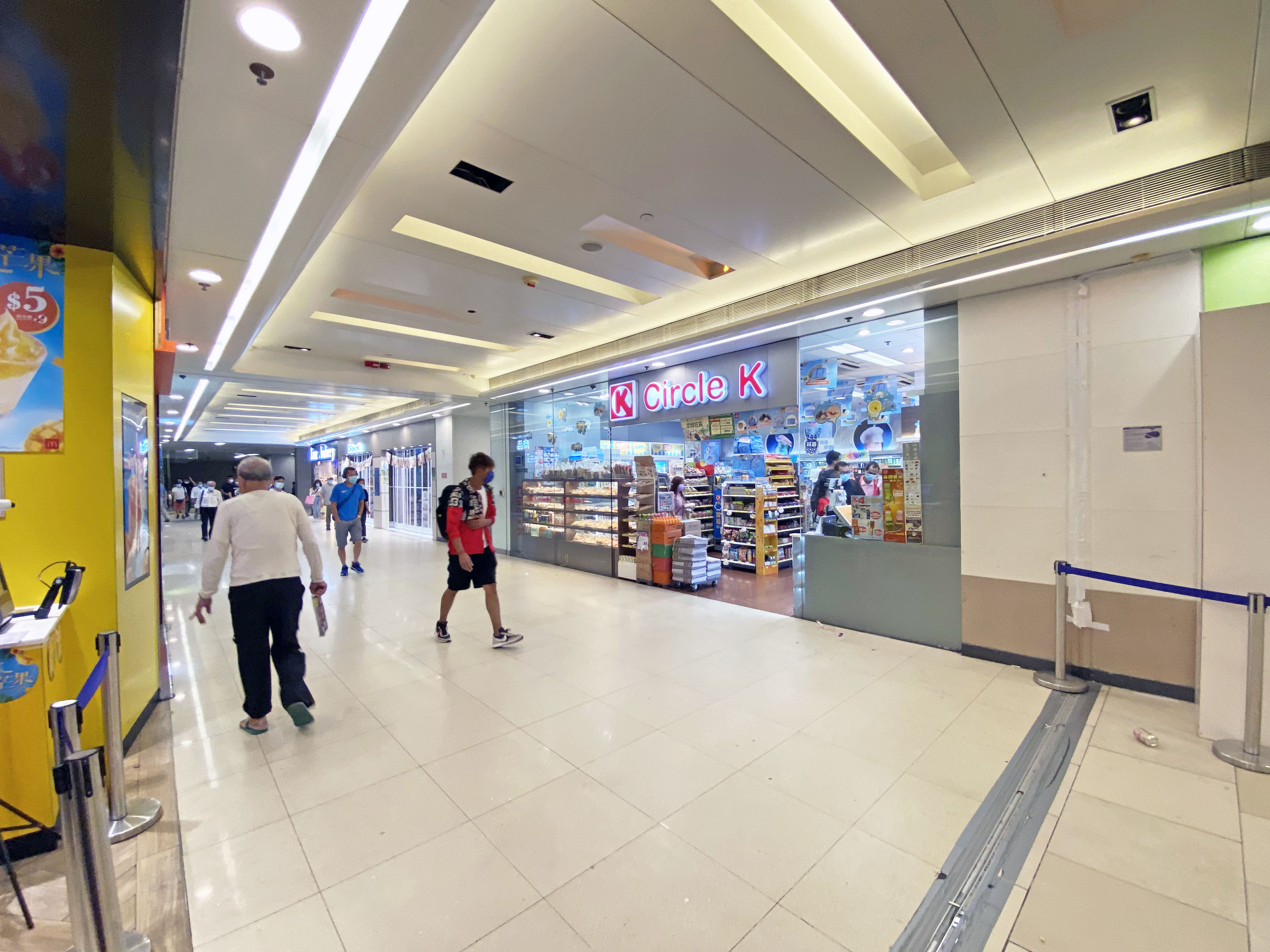
OK便利店（Circle K）分店
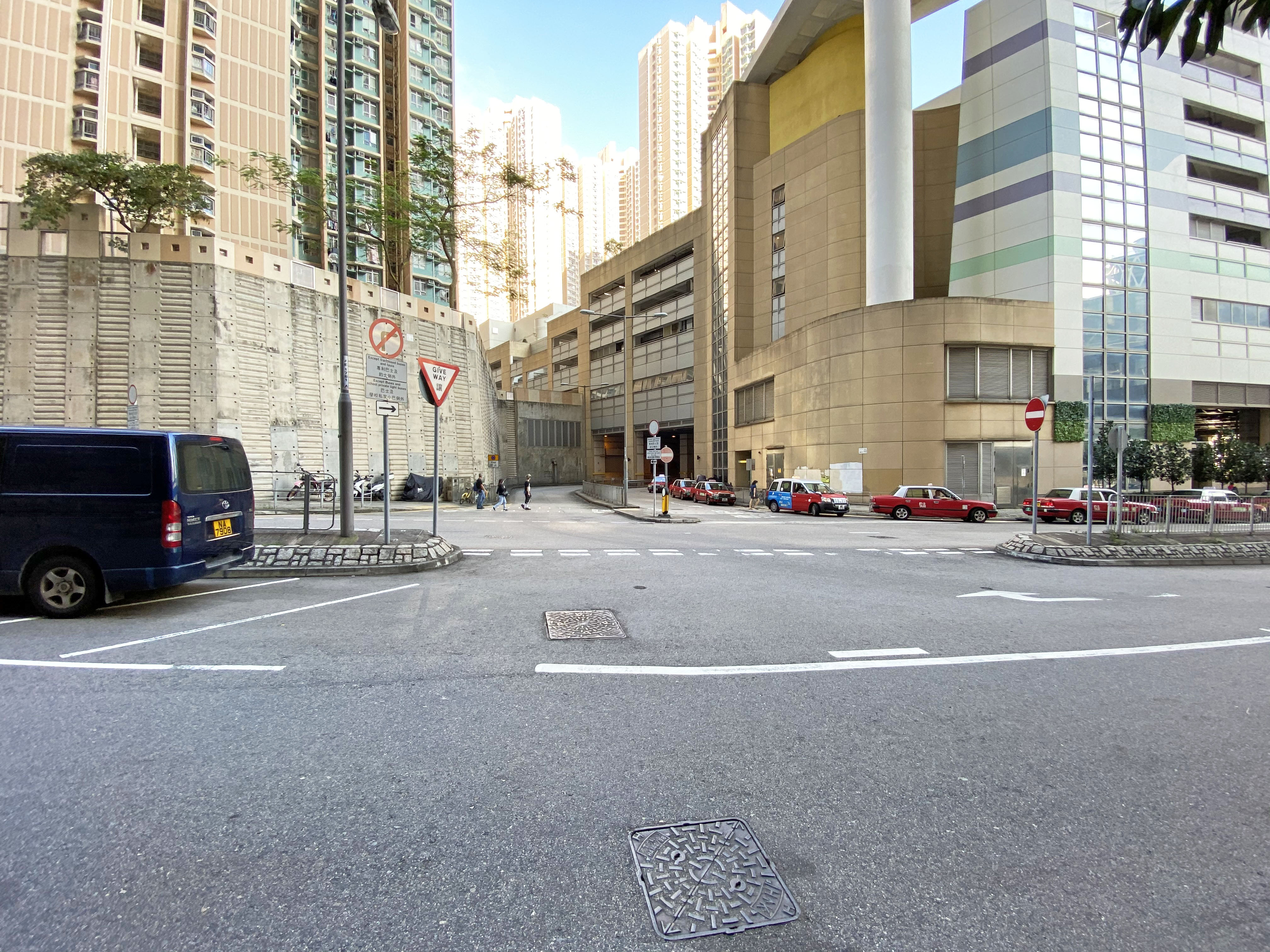
彩明公共運輸交匯處行車出入口
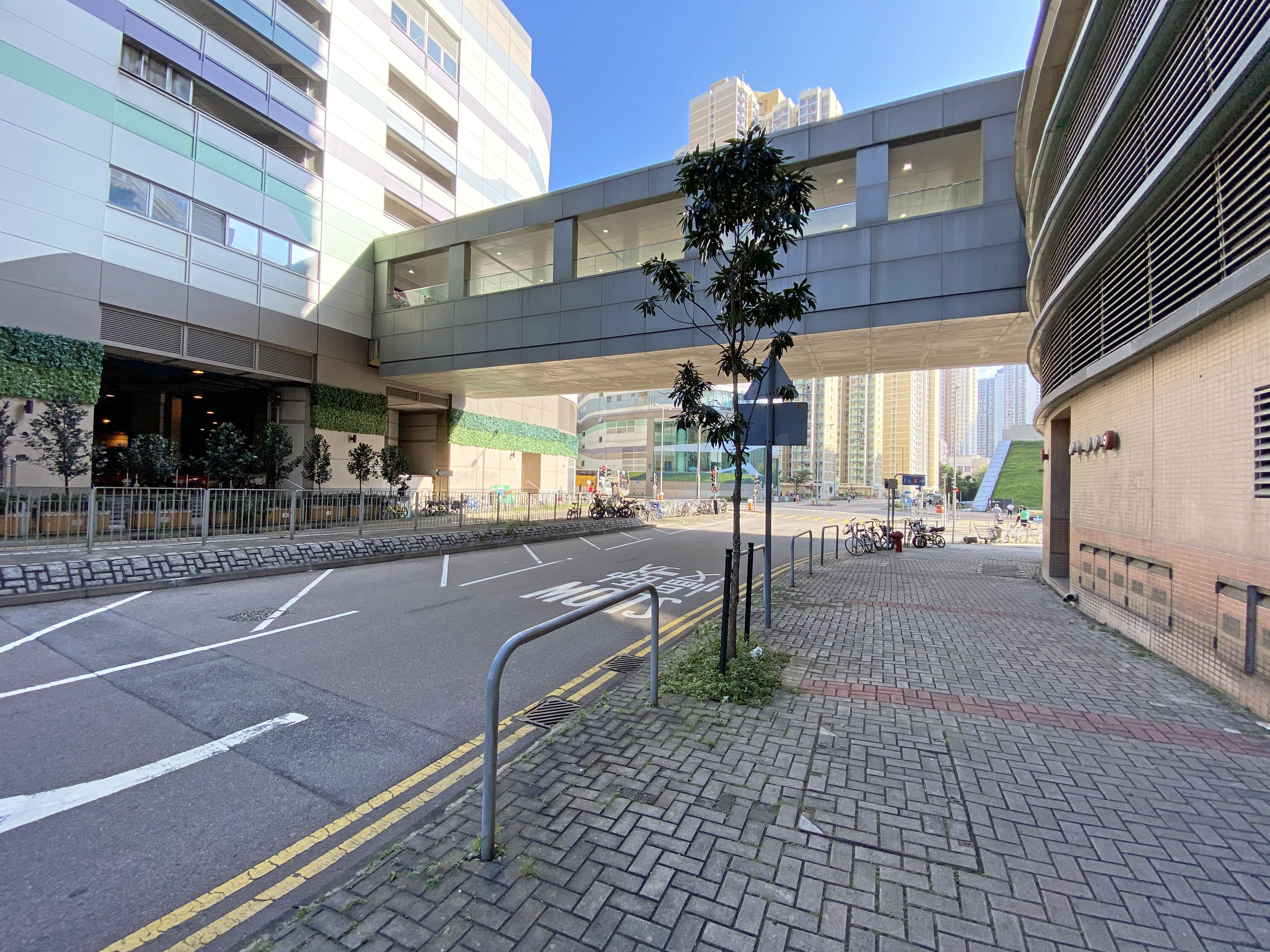
彩明商場連接都會駅商場行人天橋，下方為彩明街
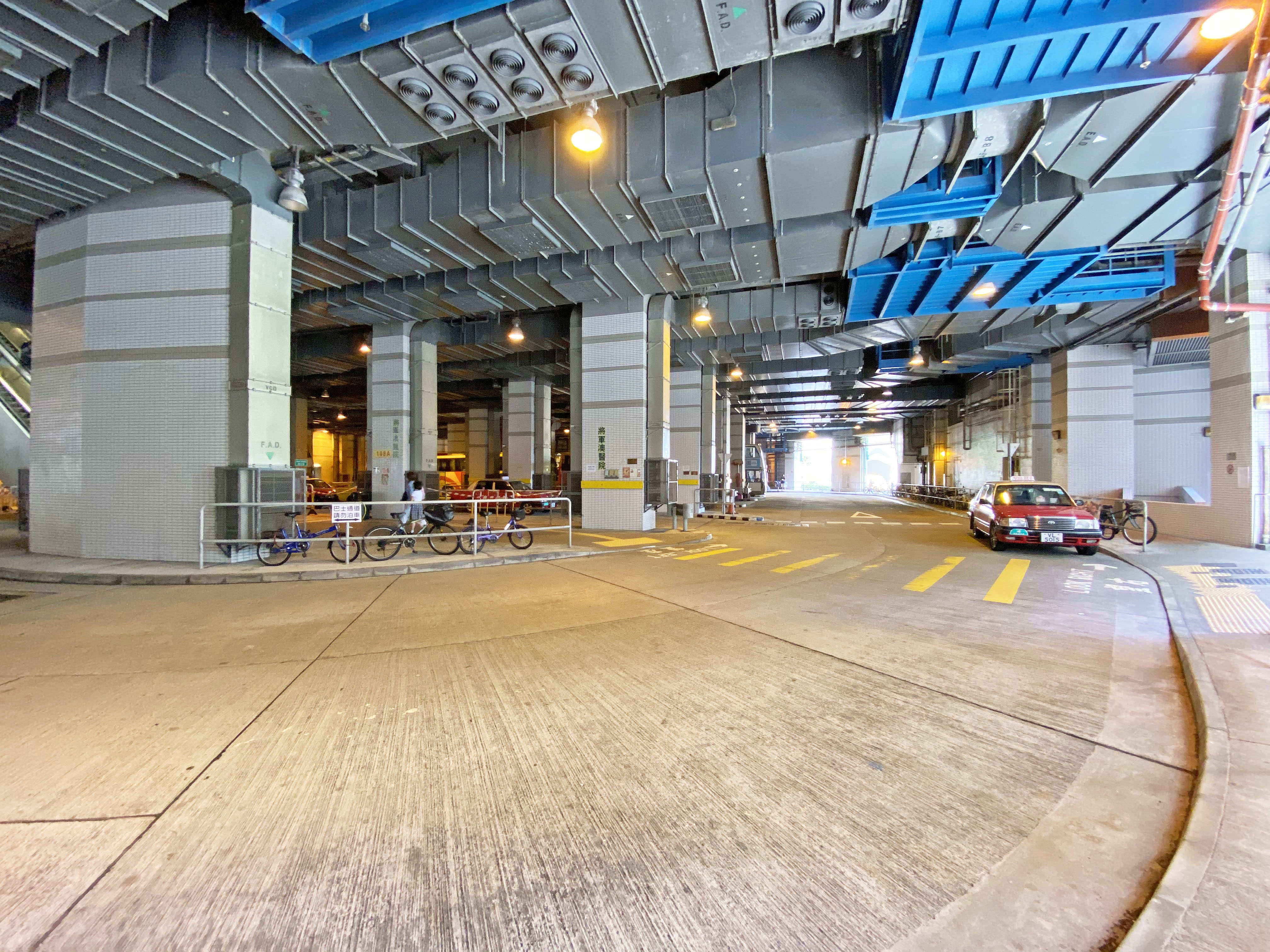
彩明商場二期巴士總站
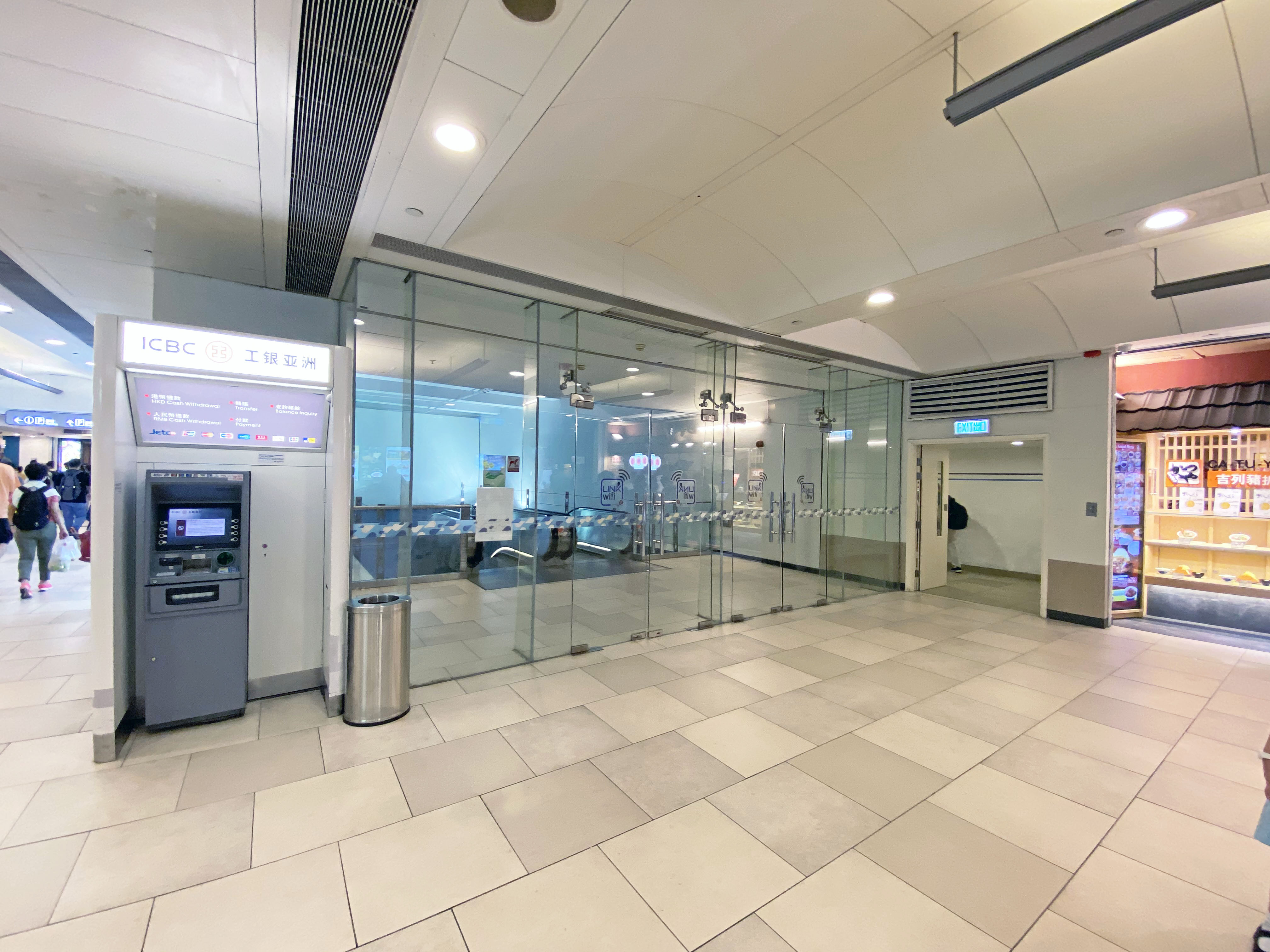
彩明商場二期出入口
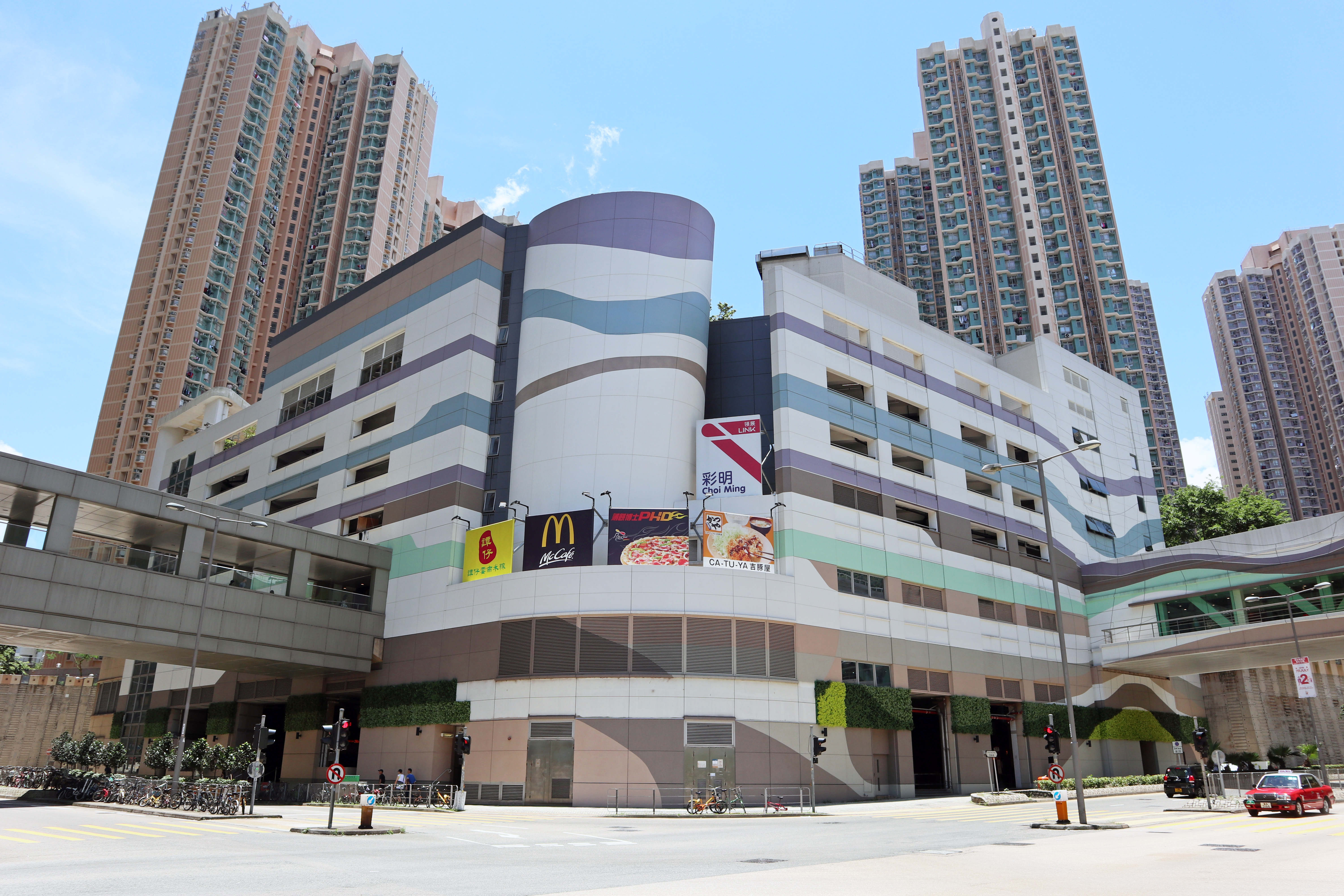
彩明商場二期及巴士總站新貌（2019年）
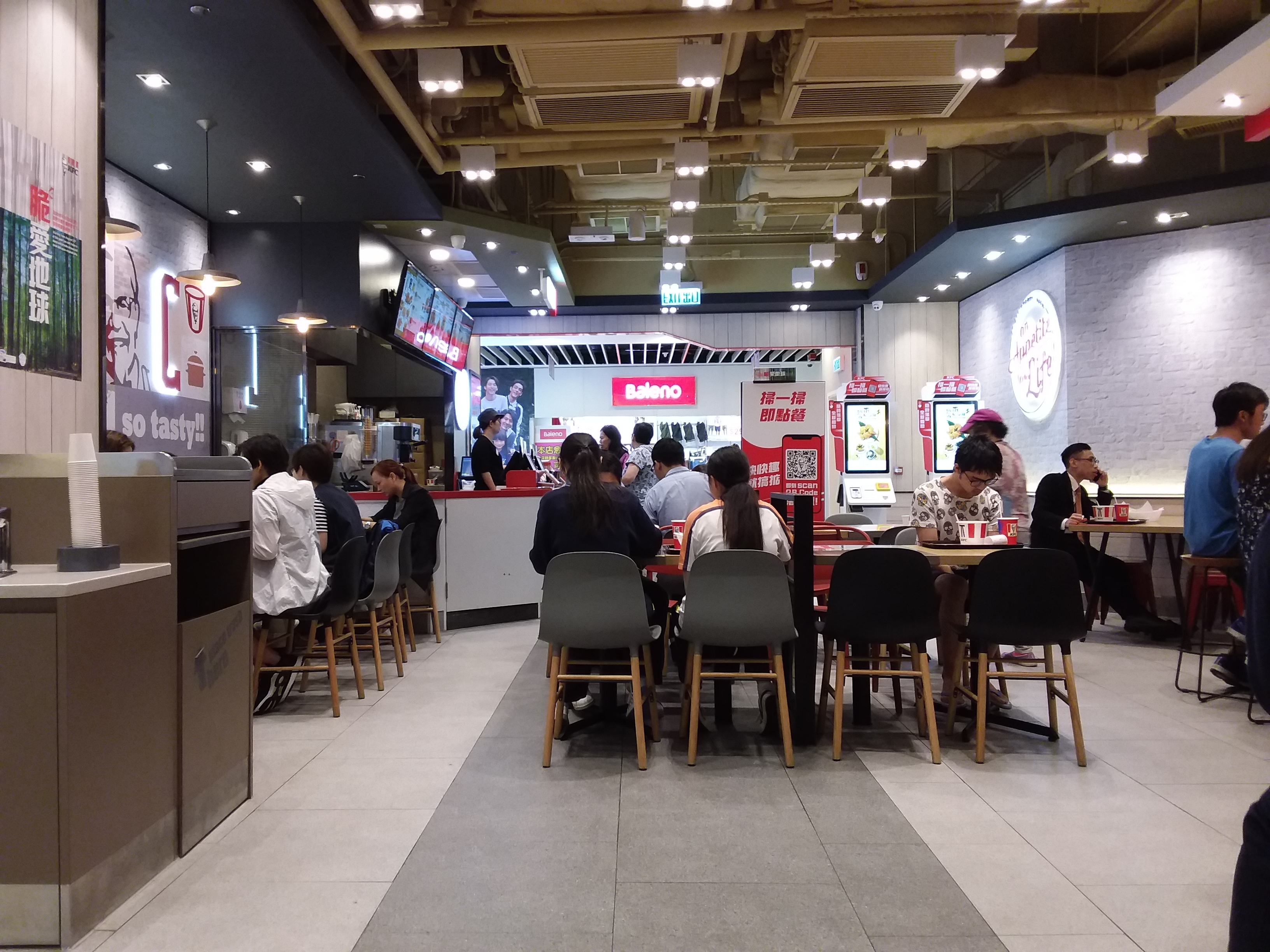
翻新工程後進駐了肯德基餐廳

## 現時主要商戶
這裡列出第一期與第二期的商戶；以下商戶僅作參考，並且會隨時有變動（只列出重點，並未列出所有商店）
| 地下 - 7-11便利店 - 中國銀行（香港）自動櫃員機 - 必勝客 | 一樓 - 彩明街市 | 二樓 - 麥當勞 - 肯德基 - 吐司男 TOAST MAN（已結業） - 瑞幸咖啡 - Sukiya - 泰原味 - 手作功夫茶 - 必勝客 - 麵匠八 - 爭鮮迴轉壽司 - 譚仔雲南米線 - 新樂園魚蛋線 - 我係餅店 - 聖安娜餅屋 - 百樂門囍宴 - 711便利店 - OK便利店 - 綠盈坊有機店 - 759阿信屋 - 小伙兵團 - 金瀛優質食材專門店 - 食家優惠店 - 位元堂 - 班尼路 - 創輝珠寶 - Free Mix - 尚品花膠海味專門店 - 萬邦珠寶 - 雅芳婷寢具 - 日本城 - 通寶行（已結業） - 愛皇寶寢室專門店 - 敏達文具禮品 - 中記文具玩具模型行 - C2C - 樂信牌專賣店 - 電訊數碼（已結業） - 海信專門店 - 科捷電腦（已結業） - H&J Mobile - Soulmate 時裝 - Perfect 10 - Hanjin 韓剪 - 狗寶寶竉物專門店 - 彩明郵政局 - 滙豐銀行理財易中心 - 中國工商銀行（亞洲）自動櫃員機 - 譽豐中醫診療中心 - 高思課程 | 三樓 - 惠康 - 萬寧 - 大家樂 - 茶魚飯后 - 西醫柳曄 - 李慶斌醫生醫務所 - 樂健牙科醫務所 - 喜絃琴軒 - 新城找換店 - Cube Hair by Extra Hairdressing - Living PLAZA by AEON(即將結業） - 崔藹璇芭蕾舞學校彩明分校 |

## 翻新工程

### 第一次
彩明商場早於2005年被領展（當時稱為領匯）列入8個可提升潛力的商場之內，意即打算改善該商場和周邊環境，以達「協調作用」。2008年，領匯耗資1100萬港元，為商場進行「資產提升計劃」，將2樓通道擴闊及翻新洗手間，美化天橋通道，並改善商場環境。

### 第二次
2018年，領展再次為商場進行「資產提升計劃」，工程包括將3樓原有酒樓舖位分拆為一間超級市場及幾間舖位、把向馬路一邊的外牆翻新、為商場安裝人造植物、更換地板、拆除一期二樓玻璃幕牆前的霓虹燈裝置及商場往彩明公共運輸交匯處通道扶手梯上方的太陽系裝置，但商場原有特色卻一掃而空。
翻新期間原2樓惠康結業，商場一度沒有超級市場，居民需到鄰近都會駅商場購物。其後3樓惠康重新開業前，曾經在鄰近舖位開設臨時超級市場。
2021年起，領展聯同環保協進會為旗下5個商場建立蝴蝶園，彩明商場為其中之一；翌年將商場二期的6樓平台花園之部分範圍改建為蝴蝶園，並在商場通道範圍加強宣傳。

## 鄰近地方
- 健明邨
- 善明邨
- 彩明苑
- 都會駅
- 城中駅
- 香港知專設計學院
- 港鐵調景嶺站
- 真道書院
- 明愛白英奇專業學校及聖方濟各大學

## 事件
2003年3月，商場出入口上，一幅三角形天幕玻璃破裂。管理公司派員檢查後，只作簡單的處理工序善後。例如把玻璃安裝位置加以木欄、圍封樓梯「等待維修」拖廷，至該年6月才申請維修費用。其後又因玻璃規格等問題擾攘半年多，到事故後23個月才全部處理完畢。
2007年4月，領匯決定為擴展部分進行工程，在鄰近健明邨的空地兩旁增設鋪位。此舉使到前往商場的通道變窄，加劇「人迫人」情況，引起居民不滿，認為是次工程影響出入。於是在次期工程完結後的年尾向領匯提出訴訟。
2008年8月，商場街市租戶因不滿領匯於9月7日實行的新約瘋狂加租，先後於20日和27日罷市。在首次罷工後翌日，100名街市租戶代表攜橫額遊行至位於尚德商場內的領匯辦事處抗議，要求領匯在該日下午3時前作出回應。是首次在領匯物業發生的罷工事件。
2012年9月，區內一間中學中二女生被一名男同學的女友指她圖橫刀奪愛，在商場內路過期間突然遭多名同學截停，並聯同童黨共20人到6樓平台花園羽毛球場的暗角位置，強迫她跪地認錯，遭掌摑、廁紙塞入內衣、拳打腳踢及鐵通毆打對待，女童返家後向父哭訴，更受驚昏迷，父親報警及將女兒送院治療。警方調查後拘捕女生一名14歲男同學及其16歲女友，列作襲擊及刑事恐嚇案處理。
2014年，領匯在翻新工程開始前一個月的11月10日，突然通知承包商需於次月「清場」。租戶認爲遷出要求太倉猝，安排不詳影響收入。如遷出便要另尋鋪位，對前途感到徬徨。有檔戶更曾約見管理公司，提出延後工程，但遭拒絕。

## 外部連結
- 彩明商場 （页面存档备份，存于）－領展
- . 領匯（2015年前）.   [2020-08-28]. （原始内容存档于2012-02-07） （中文（繁體））.
- . 房委會.   [2020-04-29]. （原始内容存档于2002-08-05） （中文（繁體））.
- . 房委會.   [2019-08-01]. （原始内容存档于2003-08-18） （中文（繁體））.